# Championnats du Danemark de cyclisme sur piste
Les championnats du Danemark de cyclisme sur piste sont les championnats nationaux de cyclisme sur piste du Danemark, organisés par l'Union cycliste danoise.

## Palmarès

### Hommes

#### Kilomètre
| Année | Vainqueur            | Deuxième            | Troisième                 |
| ----- | -------------------- | ------------------- | ------------------------- |
| 1916  | Kaj M. Jørgensen     |                     |                           |
| 1929  | Willy Falck Hansen   |                     |                           |
| 1930  | Willy Falck Hansen   |                     |                           |
| 1935  | Willy Falck Hansen   |                     |                           |
| 1936  | Willy Falck Hansen   |                     |                           |
| 1937  | Willy Falck Hansen   |                     |                           |
| 1938  | Willy Falck Hansen   |                     |                           |
| 1966  | Niels Fredborg       | Jan Ingstrup        | Jørgen Lindegaard         |
| 1967  | Niels Fredborg       | Peder Pedersen      | Jan Ingstrup              |
| 1968  | Niels Fredborg       | Peder Pedersen      | Jørgen Jensen             |
| 1969  | Niels Fredborg       | Peder Pedersen      | Svend Aage Schmidt        |
| 1970  | Niels Fredborg       | Peder Pedersen      | Bjørn Vind                |
| 1971  | Peder Pedersen       | Bjørn Vind          | Peter Teofelius           |
| 1972  | Niels Fredborg       | Peder Pedersen      | Peter Hansen              |
| 1973  | Peder Pedersen       | Niels Fredborg      | Bjarne Sørensen           |
| 1974  | Niels Fredborg       | Bjarne Sørensen     | Kim Gunnar Svendsen       |
| 1975  | Niels Fredborg       | Bjarne Sørensen     | Kim Gunnar Svendsen       |
| 1976  | Niels Fredborg       | Bjarne Sørensen     | Svend Ulstrup             |
| 1977  | Bjarne Sørensen      | Svend Ulstrup       | Claus Rasmussen           |
| 1978  | Bjarne Sørensen      | Peter Ellegaard     | Claus Rasmussen           |
| 1979  | Bjarne Sørensen      | Peter Ellegaard     | Claus Rasmussen           |
| 1980  | Claus Rasmussen      | Bjarne Sørensen     | Stig Larsen               |
| 1981  | Claus Rasmussen      | Stig Larsen         | Jan Møller                |
| 1982  | Claus Rasmussen      | Stig Larsen         | Kenneth Bering            |
| 1983  | Claus Rasmussen      | Stig Larsen         | Kenneth Røpke             |
| 1984  | Kenneth Røpke        | Claus Rasmussen     | Jørgen Vagn Pedersen      |
| 1985  | Kenneth Røpke        | Claus Rasmussen     | Niels Poulsen             |
| 1986  | Kenneth Røpke        | Johnny Franck       | Claus Rasmussen           |
| 1987  | Kenneth Røpke        | Niels Poulsen       | Johnny Franck             |
| 1988  | Kenneth Røpke        | Niels Poulsen       | John E. Jensen            |
| 1989  | Kenneth Røpke        | John E. Jensen      | Niels Poulsen             |
| 1990  | Kenneth Røpke        | John E. Jensen      | Niels Poulsen             |
| 1991  | Niels Poulsen        | Kenneth Røpke       | Henrik Hammel             |
| 1992  | Henrik Hammel        | Kenneth Røpke       | Tayeb Braikia             |
| 1993  | Kenneth Røpke        | Tayeb Braikia       | Niels Poulsen             |
| 1994  | Henrik Hammel        | Tayeb Braikia       | Niels Poulsen             |
| 1995  | Henrik Hammel        | Thue Houlberg       | Michael Steen Nielsen     |
| 1996  | Lars Brian Nielsen   | Michael Sandstød    | Brian Dandanell           |
| 1997  | Brian Dandanell      | Dion Åkerstrøm      | Thue Houlberg             |
| 1998  | Henrik Hammel        | Brian Dandanell     | René Gullach              |
| 1999  | Henrik Hammel        | Dion Åkerstrøm      | Brian Dandanell           |
| 2000  | Pas organisé         | Pas organisé        | Pas organisé              |
| 2001  | Alex Rasmussen       | Lars Brian Nielsen  | Mikkel Kristensen         |
| 2002  | Alex Rasmussen       | Casper Jørgensen    | Anders Michaelsen         |
| 2003  | Alex Rasmussen       | Casper Jørgensen    | Lars Høg Thomsen          |
| 2004  | Alex Rasmussen       | Casper Jørgensen    | Claus Haldrup             |
| 2005  | Alex Rasmussen       | Casper Jørgensen    | Kasper Lindholm           |
| 2006  | Alex Rasmussen       | Kasper Lindholm     | Casper Jørgensen          |
| 2007  | Kasper Lindholm      | Casper Jørgensen    | Daniel Kreutzfeldt        |
| 2008  | Casper Jørgensen     | Daniel Kreutzfeldt  | Michael Færk              |
| 2009  | Jens-Erik Madsen     | Philip Nielsen      | Daniel Kreutzfeldt        |
| 2010  | Lasse Norman Hansen  | Niki Byrgesen       | Christian Ranneries       |
| 2011  | Lasse Norman Hansen  | Christian Ranneries | Casper von Folsach        |
| 2012  | Pas organisé         | Pas organisé        | Pas organisé              |
| 2013  | Anders Holm          | Lasse Norman Hansen | Casper von Folsach        |
| 2014  | Casper Pedersen      | Casper von Folsach  | Henrik Scharling          |
| 2015  | Frederik Rodenberg   | Lasse Norman Hansen | Casper Pedersen           |
| 2016  | Pas organisé         | Pas organisé        | Pas organisé              |
| 2017  | Niklas Larsen        | Kristian Kaimer     | Julius Johansen           |
| 2018  | Mikkel Bjerg         | Frederik Egehus     | Tim Bendtsen              |
| 2019  | Tim Bendtsen         | Anders Fynbo        | Arne Birkemose (da)       |
| 2022  | Carl-Frederik Bévort | Oskar Winkler       | Arne Birkemose (da)       |
| 2023  | Mathias Møller       | Anders Fynbo        | Arne Birkemose (da)       |
| 2024  | Oskar Winkler        | Peter Jørgensen     | Alberto Christian Gormsen |
| 2025  | Oskar Winkler        | Peter Jørgensen     | Anders Fynbo              |

#### Keirin
| Année | Vainqueur          | Deuxième           | Troisième           |
| ----- | ------------------ | ------------------ | ------------------- |
| 1994  | Henrik Hammel      | Lars Brian Nielsen | Brian Dandanell     |
| 1995  | Lars Brian Nielsen | Brian Dandanell    | Dion Åkerstrøm      |
| 1996  | Lars Brian Nielsen | Brian Dandanell    | Dion Åkerstrøm      |
| 1997  | Lars Brian Nielsen | Brian Dandanell    | Dion Åkerstrøm      |
| 1998  | Dion Åkerstrøm     | Bo Sommer          | Henrik Hammel       |
| 1999  | Brian Dandanell    | Dion Åkerstrøm     | Bo Sommer           |
| 2019  | Tim Bendtsen       | Christoffer Ebert  | Jens Christian Dich |
| 2021  | Lars Lindemose     | Christian Krarup   | Oskar Winkler       |
| 2022  | Oskar Winkler      | Anders Fynbo       | Jens Christian Dich |
| 2024  | Oskar Winkler      | Jens Hansen        | Peter Jørgensen     |

#### Vitesse
| Année | Vainqueur                  | Deuxième             | Troisième               |
| ----- | -------------------------- | -------------------- | ----------------------- |
| 1898  | Thorvald Ellegaard         |                      |                         |
| 1899  | Carl Rasmussen             |                      |                         |
| 1902  | Axel Jørgensen             |                      |                         |
| 1903  | Axel Hansen                |                      |                         |
| 1904  | Christian Schmidt          |                      |                         |
| 1905  | Axel Hansen                |                      |                         |
| 1906  | Axel Hansen                |                      |                         |
| 1907  | Emanuel Nielsen            |                      |                         |
| 1912  | Emanuel Nielsen            |                      |                         |
| 1908  | Riddermann Selmer          |                      |                         |
| 1916  | Kaj M. Jørgensen           |                      |                         |
| 1925  | Hans Viggo Jensen          |                      |                         |
| 1926  | Henry Brask Andersen       |                      |                         |
| 1927  | Henry Brask Andersen       |                      |                         |
| 1928  | Henry Brask Andersen       |                      |                         |
| 1929  | Willy Falck Hansen         |                      |                         |
| 1930  | Willy Falck Hansen         |                      |                         |
| 1931  | Willy Falck Hansen         |                      |                         |
| 1932  | Willy Falck Hansen         |                      |                         |
| 1933  | Willy Falck Hansen         |                      |                         |
| 1934  | Willy Falck Hansen         |                      |                         |
| 1935  | Willy Falck Hansen         |                      |                         |
| 1936  | Willy Falck Hansen         |                      |                         |
| 1937  | Willy Falck Hansen         |                      |                         |
| 1938  | Willy Falck Hansen         |                      |                         |
| 1939  | Willy Falck Hansen         |                      |                         |
| 1940  | Willy Falck Hansen         |                      |                         |
| 1941  | Willy Falck Hansen         |                      |                         |
| 1943  | Willy Falck Hansen         |                      |                         |
| 1942  | Anker Meyer Andersen       |                      |                         |
| 1944  | Carl Koblauch              |                      |                         |
| 1945  | Carl Koblauch              |                      |                         |
| 1946  | Jens Petersen              |                      |                         |
| 1948  | Carl Koblauch              |                      |                         |
| 1949  | Carl Koblauch              |                      |                         |
| 1950  | Axel Schandorff            |                      |                         |
| 1951  | Axel Schandorff            |                      |                         |
| 1952  | Axel Schandorff            |                      |                         |
| 1953  | Axel Schandorff            |                      |                         |
| 1954  | Axel Schandorff            |                      |                         |
| 1955  | Ove Krogh Rants            |                      |                         |
| 1956  | Werner Andresen            |                      |                         |
| 1957  | Ove Krogh Rants            |                      |                         |
| 1958  | Palle Lykke                |                      |                         |
| 1959  | Palle Lykke                |                      |                         |
| 1960  | Palle Lykke                |                      |                         |
| 1961  | Palle Lykke                |                      |                         |
| 1977  | Peder Pedersen             | Niels Fredborg       |                         |
| 1994  | Lars Brian Nielsen         | Brian Dandanell      | John E. Jensen          |
| 1995  | Lars Brian Nielsen         | Dion Åkerstrøm       | Brian Dandanell         |
| 1996  | Lars Brian Nielsen         | Jesper Rasmussen     | Brian Dandanell         |
| 1997  | Lars Brian Nielsen         | Brian Dandanell      | Bo Sommer               |
| 1998  | Brian Dandanell            | Dion Åkerstrøm       | René Gullach            |
| 1999  | Brian Dandanell            | Dion Åkerstrøm       | Henrik Hammel           |
| 2000  | Dion Åkerstrøm             | Bo Sommer            | Jesper Damgaard         |
| 2001  | Lars Brian Nielsen         | Bo Sommer            | Mikkel Jørgensen        |
| 2002  |                            | Alex Rasmussen       | Kim Franzpötter         |
| 2003  | Henrik Nielsen             | Niels Poulsen        | Kasper Lindholm Jessen  |
| 2004  | Kasper Lindholm Jessen     | Henrik Nielsen       | Claus Haldrup           |
| 2005  | Kasper Lindholm Jessen     | Kristian Busk Jensen | Ulrik Thomsen           |
| 2006  | Kasper Lindholm Jessen     | Jesper Schack        | Philip Nicholas Nielsen |
| 2007  | Kasper Lindholm Jessen     | Bernhard Franzpötter | Kim Franzpötter         |
| 2008  | Kasper Lindholm Jessen     |                      |                         |
| 2009  | Kasper Lindholm Jessen     |                      |                         |
| 2010  | Kasper Lindholm Jessen     |                      |                         |
| 2011  | Bernhard Franzpötter       |                      |                         |
| 2012  | Bernhard Franzpötter       |                      |                         |
| 2013  | William Rimkratt-Milkowski |                      |                         |
| 2016  | William Rimkratt-Milkowski |                      |                         |
| 2017  | William Rimkratt-Milkowski | Tim Bendtsen         | Rasmus Søgaard          |
| 2020  | Tim Bendtsen               | Rasmus Søgaard       | Christoffer Ebert       |
| 2022  | Rasmus Bøgh Wallin         | Jens Christian Dich  | Henrik Nielsen          |
| 2023  | Jens Dich                  |                      |                         |
| 2024  | Jens Dich                  | Peter Jørgensen      | Bo Sommer               |

#### Vitesse par équipes
| Année | Vainqueur                                                              | Deuxième                                          | Troisième                                                           |
| ----- | ---------------------------------------------------------------------- | ------------------------------------------------- | ------------------------------------------------------------------- |
| 2019  | William Rimkratt-Milkowski Rasmus Nejrup Tim Bendtsen Nicolai Luthmann | Anders Fynbo Lucas Norman Gude Magnus Skov Jensen | Jeppe Hanssing Jens Christian Dich Alberto Christian Heegaard Kodra |

#### Poursuite individuelle
| Année        | Vainqueur            | Deuxième                 | Troisième                |
| ------------ | -------------------- | ------------------------ | ------------------------ |
| 1939         | Werner Grundahl (da) |                          |                          |
| 1940 (Pro.)  | Arne Pedersen        |                          |                          |
| 1940 (Am.)   | Alfred Nicolaisen    | Børge Jacobsen           | Poul Brask               |
| 1941 (Pro.)  | Arne Pedersen        |                          |                          |
| 1941 (Am.)   | Edgar Christensen    | Alfred Nicolaisen        | Ernst Falck Ellegart     |
| 1942 (Prof.) | Jørgen Wiberg        |                          |                          |
| 1942 (Am.)   | Edgar Christensen    | Knud Andersen            | Jørgen Christensen       |
| 1944 (Pro.)  | Arne Pedersen        |                          |                          |
| 1943 (Am.)   | Knud Andersen        | Edgar Christensen        | Alfred Nicolaisen        |
| 1944 (Prof.) | Jørgen Wiberg        |                          |                          |
| 1944 (Am.)   | Børge Gissel         | Max Jørgensen            | Egon Dalbjørn            |
| 1945 (Prof.) | Jørgen Wiberg        |                          |                          |
| 1945 (Am.)   | Børge Gissel         | Edgar Christensen        | Finn Schultz             |
| 1946 (Pro.)  | Jørgen Wiberg        |                          |                          |
| 1946 (Am.)   | Børge Gissel         | Preben Lundgren          | Edgar Christensen        |
| 1947 (Pro.)  | Arne Pedersen        |                          |                          |
| 1947 (Am.)   | Knud Andersen        | Børge Gissel             | Max Jørgensen            |
| 1948 (Pro.)  | Kay Werner Nielsen   |                          |                          |
| 1948 (Am.)   | Knud Andersen        | Børge Gissel             |                          |
| 1949 (Pro.)  | Kay Werner Nielsen   |                          |                          |
| 1949 (Am.)   | Knud Andersen        | Max Jørgensen            | Preben Lundgren          |
| 1950 (Pro.)  | Kay Werner Nielsen   |                          |                          |
| 1950 (Am.)   | Max Jørgensen        | Knud Andersen            | Bent Jørgensen           |
| 1951 (Pro.)  | Kay Werner Nielsen   |                          |                          |
| 1951 (Am.)   | Bent Jørgensen       | Knud Andersen            | Jean Hansen              |
| 1952 (Pro.)  | Kay Werner Nielsen   | Evan Klamer              |                          |
| 1952 (Am.)   | Knud Andersen        | Bent Jørgensen           | Ove Rasmussen            |
| 1953 (Pro.)  | Kay Werner Nielsen   | Evan Klamer              |                          |
| 1953 (Am.)   | Eluf Dalgaard        | Bent Jørgensen           | Henning Larsen           |
| 1954 (Pro.)  | Kay Werner Nielsen   | Evan Klamer              | Kurt vis Stein (de)      |
| 1954 (Am.)   | Jean Hansen          | Henning Larsen           |                          |
| 1955 (Pro.)  | Kay Werner Nielsen   | Max Jørgensen            |                          |
| 1955 (Am.)   | Jean Hansen          | Flemming Pedersen        | Ronald Garde             |
| 1956 (Pro.)  | Kay Werner Nielsen   | Henning Larsen           |                          |
| 1956 (Am.)   | Jean Hansen          | Flemming Pedersen        | Palle Lykke              |
| 1957 (Pro.)  | Kay Werner Nielsen   | Jean Hansen              |                          |
| 1957 (Am.)   | Eluf Dalgaard        |                          |                          |
| 1958 (Pro.)  | Kay Werner Nielsen   | Jean Hansen              | Eluf Dalgaard            |
| 1958 (Am.)   | Peer Therkelsen      | Kurt vid Stein (de)      | Bent Ole Retvig          |
| 1959 (Pro.)  | Kay Werner Nielsen   | Jean Hansen              |                          |
| 1959 (Am.)   | Kurt vid Stein (de)  | Jean Hansen              | Elmar Berthelsen         |
| 1960 (Pro.)  | Kay Werner Nielsen   |                          |                          |
| 1960 (Am.)   | Kurt vid Stein (de)  | Ib Reenberg              | Niels Baunsøe (da)       |
| 1961 (Pro.)  | Freddy Eugen         | Palle Lykke              | Niels Baunsøe (da)       |
| 1961 (Am.)   | Preben Isaksson      | John Lundgren            | Kurt vid Stein (de)      |
| 1962         | Preben Isaksson      | Kaj Erik Jensen          | Kurt vid Stein (de)      |
| 1963         | Kaj Erik Jensen      | Mogens Frey              | Preben Isaksson          |
| 1964         | Mogens Frey          | Preben Isaksson          | Alf Johansen             |
| 1965         | Preben Isaksson      | Kaj Erik Jensen          | Flemming Hansen          |
| 1966         | Mogens Frey          | Preben Isaksson          | Reno Olsen               |
| 1967         | Mogens Frey          | Preben Isaksson          | Gunnar Asmussen          |
| 1968         | Mogens Frey          | Reno Olsen               | Gunnar Asmussen          |
| 1969         | Bjørn Persson        | Benny Nielsen            | Gunnar Asmussen          |
| 1970         | Gunnar Asmussen      | Gunner Jonsson           | Ove Jensen               |
| 1971         | Reno Olsen           | Niels Fredborg           | Jan Jensen               |
| 1972         | Reno Olsen           | Jørgen Christiansen      | Svend Erik Bjerg         |
| 1973         | Reno Olsen           | Jørn Lund                | Ivar Jakobsen            |
| 1974         | Ivar Jakobsen        | Kjell Rodian             | Jørn Lund                |
| 1975         | Ivar Jakobsen        | Gunnar Asmussen          | Henning Larsen           |
| 1976         | Bjarne Sørensen      | Kim Gunnar Svendsen      | Ivar Jakobsen            |
| 1977 (Pro.)  | Gert Frank           | Jørgen Marcussen         | Per Bausager             |
| 1977 (Am.)   | Hans-Henrik Ørsted   | Kim Gunnar Svendsen      | Henning Larsen           |
| 1978 (Pro.)  | Kim Gunnar Svendsen  | Jorgen Marcussen         | Gert Frank               |
| 1978 (Am.)   | Hans-Henrik Ørsted   | Henning Larsen           | Jens Schrøder            |
| 1979 (Pro.)  | Gert Frank           |                          |                          |
| 1979 (Am.)   | Henning Larsen       | Per Jensen               | Niels R. Pedersen        |
| 1980         | Hans-Henrik Ørsted   | Claus Rasmussen          | Karsten Kure             |
| 1981 (Pro.)  | Hans-Henrik Oersted  | Gert Frank               | Reno Olsen               |
| 1981 (Am.)   | Dan Frost            | Michael Marcussen        | Claus Rasmussen          |
| 1982         | Claus Rasmussen      | Stig Larsen              | Michael Marcussen        |
| 1983         | Jørgen Vagn Pedersen | Dan Frost                | Kenneth Røpke            |
| 1984 (Pro.)  | Hans-Henrik Oersted  | Jørgen Marcussen         | Gert Frank               |
| 1984 (Am.)   | Jørgen Vagn Pedersen | Dan Frost                | Michael Marcussen        |
| 1985         | Dan Frost            | Jesper Skibby            | Lars Otto Olsen (da)     |
| 1986         | Dan Frost            | Peter Clausen            | Lars Otto Olsen (da)     |
| 1987         | Dan Frost            | Peter Clausen            | Lars Otto Olsen (da)     |
| 1988         | Peter Clausen        | Dan Frost                | Jesper Steensberg        |
| 1989         | Peter Clausen        | Dan Frost                | Jan Bo Petersen          |
| 1990         | Jan Bo Petersen      | Dan Frost                | Jesper Steensberg        |
| 1991         | Jan Bo Petersen      | Jesper Verdi             | Jesper Steensberg        |
| 1992         | Søren Sørensen       | Jan Bo Petersen          | Klaus Kynde              |
| 1993         | Jan Bo Petersen      | Klaus Kynde              | Jimmi Madsen             |
| 1994         | Jimmi Madsen         | Jan Bo Petersen          | Michael Steen Nielsen    |
| 1995         | Jan Bo Petersen      | Michael Steen Nielsen    | Frederik Bertelsen       |
| 1996         | Michael Sandstød     | Jimmi Madsen             | Frederik Bertelsen       |
| 1997         | Michael Sandstød     | Jimmi Madsen             | Frederik Bertelsen       |
| 1998         | Michael Sandstød     | Ronny Lerche             | Tom Dalkvist             |
| 1999         | Michael Sandstød     | Jimmi Madsen             | Michael Steen Nielsen    |
| 2000         | Jimmi Madsen         | Tayeb Braikia            | Dennis Rasmussen         |
| 2001         | Mads Christensen     | Jimmi Madsen             | Morten Voss Christiansen |
| 2002         | Jimmy Hansen         | Morten Voss Christiansen | Jens-Erik Madsen         |
| 2003         | Jimmy Hansen         | Alex Rasmussen           | Gøran Jensen             |
| 2004         | Alex Rasmussen       | Jens-Erik Madsen         | Michael Berling          |
| 2005         | Alex Rasmussen       | Casper Jørgensen         | Daniel Kreutzfeldt       |
| 2006         | Alex Rasmussen       | Casper Jørgensen         | Jens-Erik Madsen         |
| 2007         | Alex Rasmussen       | Casper Jørgensen         | Michael Færk             |
| 2008         | Alex Rasmussen       | Casper Jørgensen         | Jacob Moe                |
| 2009         | Rasmus Quaade        | Jens-Erik Madsen         | Michael Færk             |
| 2010         | Niki Byrgesen        | Christian Ranneries      | Lasse Norman Hansen      |
| 2011         | Lasse Norman Hansen  | Rasmus Quaade            | Casper von Folsach       |
| 2012         | Rasmus Quaade        | Lasse Norman Hansen      | Casper von Folsach       |
| 2013         | Casper von Folsach   | Anders Holm              | Emil Wang                |
| 2014         | Casper von Folsach   | Henrik Scharling         | Mathias Lindberg         |
| 2015         | Julius Johansen      | Anders Holm              | Frederik Rodenberg       |
| 2016         | Pas organisé         | Pas organisé             | Pas organisé             |
| 2017         | Niklas Larsen        | Casper von Folsach       | Julius Johansen          |
| 2018         | Mikkel Bjerg         | Frederik Egehus          | Anders Fynbo             |
| 2019         | Anders Fynbo         | Marckus Njor             | Arne Birkemose (da)      |
| 2022         | Carl-Frederik Bévort | Anders Fynbo             | Marcknus Njor            |
| 2023         | Anders Fynbo         | Ian Millennium           | Sebastian Juul           |
| 2024         | Oskar Winkler        | Matias Malmberg          | Conrad Haugsted          |
| 2025         | Oskar Winkler        | Ian Millennium           | Anders Fynbo             |

#### Poursuite par équipes
| Année     | Vainqueur | Deuxième                                                                              | Troisième                                                                                       |  |
| --------- | --- | ------------------------------------------------------------------------------------- | ----------------------------------------------------------------------------------------------- |  |
| 1962      | Preben Isaksson Kurt vid Stein Ib Reenberg Bent Hansen                                                        | John Lundgren Ib Sejersen Mogens Eriksen Svend Aage Christensen                       | Kaj Erik Jensen Kurt Rasmussen Ole Bækgaard Jørgen Bang Nielsen                                 |  |
| 1963      | Preben Isaksson Kurt vid Stein Bent Hansen Mogens Frey                                                        | Søren Poulsen Walther Larsen Alf Johansen Ib Reenberg                                 |                                                                                                 |  |
| 1964      | | Preben Isaksson Kurt vid Stein Mogens Frey Bent Hansen                                |                                                                                                 |  |
| 1965      | Kaj Erik Jensen Ove Petersen Jørgen Lønsmann Erik G. Hansen                                                   | Preben Isaksson Per Lyngemark Preben Duckert (de) Jan Ingstrup                        | Niels Fredborg Poul Nielsen Gunnar Asmussen Ib Klostergaard                                     |  |
| 1966      | Preben Isaksson Reno Olsen Erling Laursen Jan Ingstrup                                                        |                                                                                       | Freddy Svendsen Richard Strange Bengt Lund Junker Jørgensen (de)                                |  |
| 1967      | Preben Isaksson Reno Olsen Erling Laursen Jan Ingstrup                                                        | Bent Pedersen Heine vid Stein John Zangenberg Billy Hinke                             | Henning Jensen Gunnar Asmussen Finn Jensen Gunner L. Jonsson                                    |  |
| 1968      | Mogens Frey Reno Olsen Per Lyngemark Peder Pedersen                                                           | Niels Fredborg Gunnar Asmussen Erling Laursen Gunner L. Jonsson                       | John Zangenberg Bent Pedersen Per Iversen Heine vid Stein                                       |  |
| 1969      | Niels Fredborg Gunnar Asmussen Poul Nielsen Gunnar Jonsson                                                    | Peder Pedersen Per Lyngemark Jørgen Lønsmann Bent Pedersen                            | Benny Andersen Bjørn Persson John Zangenberg Flemming W. Pedersen                               |  |
| 1970      | Niels Fredborg Gunnar Asmussen Poul Nielsen Gunnar Jonsson                                                    | John Zangenberg Peter Teofelius Bjørn Vind Jørgen Bro Christiansen                    | Poul G. Hansen Jan Jessen Allan Poulsen Steen Bak Christensen                                   |  |
| 1971      | Niels Fredborg Gunnar Asmussen Poul Nielsen Gunnar Jonsson                                                    | Reno Olsen Bent Pedersen Peter Teofelius Ulrich Nedergaard                            | Poul G. Hansen Jan Jessen Tage Christensen Poul E. Hansen                                       |  |
| 1972      | Reno Olsen Per Lyngemark Svend Erik Bjerg Bent Pedersen                                                       | Niels Fredborg Gunnar Asmussen Thorkild Berg Gunner Jonsson                           | John Zangenberg Per Ovesen Finn Clausen Jørgen Bro Christiansen                                 |  |
| 1973      | Reno Olsen Bjarne Sørensen Finn Clausen Ivar Jakobsen                                                         | Evan Rasmussen Per Andersen Claes Larsen Jørgen Lønsmann                              | Niels Fredborg Jan F. Pedersen Allan Hillers Anker Wonzyld                                      |  |
| 1974      | Niels Fredborg Gunnar Asmussen Jørn Lund Jan F. Pedersen                                                      | Kim Gunnar Svendsen Ivar Jakobsen Bjarne Sørensen Jens Collitz                        | Jørgen Bro Christiansen Kim Refshammer Kent Bunstedt Henrik Salée                               |  |
| 1975      | Kim Gunnar Svendsen Ivar Jakobsen Bjarne Sørensen Hans-Henrik Ørsted                                          | Niels Fredborg Gunnar Asmussen Max Strunge Jan F. Pedersen                            | Bent Petersen Kim Refshammer Finn Clausen René Bachau                                           |  |
| 1976      | Niels Fredborg Gunnar Asmussen Gert Frank Kurt Frisch                                                         | Bjarne Sørensen Kim Gunnar Svendsen Ivar Jakobsen Kim Refshammer                      | Claus Rasmussen Evan Rasmussen Per Andersen Peter Ellegaard                                     |  |
| 1977      | Bjarne Sørensen Kim Gunnar Svendsen Hans-Henrik Ørsted Kim Refshammer (da)                                    | Claus Rasmussen Henning Larsen Per Andersen Peter Ellegaard                           | Anders Årestrup Jan Haagensen Sonny Lundgren Karsten Kure                                       |  |
| 1978      | Bjarne Sørensen Jens Schrøder Ivar Jakobsen                                                                   | Claus Rasmussen Henning Larsen Jørgen Nielsen Peter Ellegaard                         | Kim Refshammer Stig Castøe Peter Oreskov Ole Persson                                            |  |
| 1979      | Claus Rasmussen Henning Larsen Lars Johansen Peter Ellegaard                                                  | Bjarne Sørensen Jens Schrøder Per Jensen Kim Refshammer                               | Sonny Lundgren Karsten Kure Jan Møller Frank H. Jørgensen                                       |  |
| 1980      | Claus Rasmussen Henning Larsen Lars Johansen Peter Ellegaard                                                  | Sonny Lundgren Karsten Kure Jan Møller Torben Christensen                             | Michael Marcussen Dan Frost Tom Breschel Steen E. Nielsen                                       |  |
| 1981      | Claus Rasmussen Henning Larsen Stig Larsen Peter Ellegaard                                                    | Michael Marcussen Dan Frost Frank Hansen Stig Castøe                                  | Sonny Lundgren Karsten Kure Jan Haagensen Frank H. Jørgensen                                    |  |
| 1982      | Claus Rasmussen Henning Larsen Stig Larsen Jan Møller                                                         | Michael Marcussen Dan Frost Jens Schrøder Sten E. Jensen                              | Anders Petersen Jørgen Falkbøll Lars Otto Olsen (da) Peter Clausen                              |  |
| 1983      | Michael Marcussen Dan Frost Jørgen Vagn Pedersen Brian Holm                                                   | Claus Rasmussen Henning Larsen Stig Larsen Mark Kubach                                | Jan G. Nielsen Jens Schrøder Lars Otto Olsen (da) Peter Clausen                                 |  |
| 1984      | Michael Marcussen Dan Frost Jørgen Vagn Pedersen Brian Holm                                                   | Claus Rasmussen Henning Larsen Stig Larsen Mark Kubach                                | Klaus Kynde Sonny Lundgren Frank Wang Johnny Franck                                             |  |
| 1985      | Dan Frost Jan G. Nielsen Lars Otto Olsen Kenneth Lyngholm                                                     | Kenneth Bering Jesper Skibby Peter Clausen Jens Schrøder                              | Claus Rasmussen Henning Larsen Stig Larsen Mark Kubach                                          |  |
| 1986      | Dan Frost Peter Clausen Lars Otto Olsen Kenneth Lyngholm                                                      | Johnny Franck Klaus Kynde Stig Larsen Claus Rasmussen                                 | Kenneth Røpke Jan G. Nielsen Ken Frost Jens Schrøder                                            |  |
| 1987      | Dan Frost Lars Otto Olsen Peter Clausen Kenneth Lyngholm                                                      | Jan G. Nielsen Kenneth Bering Ken Frost Michael Sandstød                              | Johnny Franck Niels Ole Hald Lars Jensen Frank Wang                                             |  |
| 1988      | Dan Frost Lars Otto Olsen Peter Clausen Ken Frost                                                             | Jimmi Madsen Peter Steensberg Jan G. Nielsen Michael Sandstød                         | Brian Dandanell (de) Niels Poulsen Henrik Hammel John E. Jensen                                 |  |
| 1989      | Dan Frost Jan Bo Petersen Peter Clausen Jimmi Madsen                                                          | Bjarne Rasmussen Johnny Franck Peter Meinert Claus Thomsen                            | Kenneth Berring Ronny Lerche Jan G. Nielsen Michael Sandstød                                    |  |
| 1990      | Dan Frost Ken Frost Peter Clausen Jesper Verdi                                                                | Jan Bo Petersen Jimmi Madsen Jesper Steensberg Ole Erichsen                           | Michael Hansen Henrik Hammel Flemming Kirkegaard Jørgen Bo Petersen                             |  |
| 1991      | Jan Bo Petersen Jimmi Madsen Flemming Trøigaard Michael Sandstød                                              | Ole Erichsen Ronny Lerche Jesper Steensberg Henrik Bandsholm                          | Bo Illum Ken Frost Vagn Scharling Jesper Verdi                                                  |  |
| 1992      | Jan Bo Petersen Jimmi Madsen Flemming Trøigaard Michael Sandstød                                              | Klaus Kynde Tayeb Braikia Dan Frost Ken Frost                                         | Martin Rasmussen Niels Sørensen Per Verdi Jacob Piil                                            |  |
| 1993      | Jimmi Madsen Lars Otto Olesen (da) Ken Frost Jan Bo Petersen                                                  | Klaus Kynde Dennis Rasmussen Jesper Verdi Brian Dalgaard                              | Frederik Bertelsen Henrik Bandsholm Flemming Kirkegaard Simon Tvede                             |  |
| 1994      | Klaus Kynde Jesper Verdi Jakob Piil Rud Jacobsson Pascal Carrara                                              | Frederik Bertelsen Michael Sandstød Lars Otto Olsen (da) Jimmi Madsen Jan Bo Petersen | Michael Steen Nielsen Hans-Christian Lykkegaard Tayeb Braikia Flemming Kirkegaard Kenneth Røpke |  |
| 1995      | Michael Sandstød Ronny Lerche Frederik Bertelsen Michael Steen Nielsen Lars Otto Olsen (da)                   | Andreas Kloster Thue Houlberg Nicolai Palm Jacob Nielsen Morten Voss Christiansen     | Jakob Piil Arv Hvam Torben Weppler Niels Sørensen                                               |  |
| 1996      | Jimmi Madsen Tayeb Braikia Michael Sandstød Frederik Bertelsen                                                | Dennis Rasmussen Arv Hvam Henrik Hammel Jakob Piil                                    | Morten Voss Christiansen Thue Houlberg Nicolai Palm Andreas Kloster                             |  |
| 1997      | Tayeb Braikia Camillo Gravesen Kim Malling Kiær Ronny Lerche Michael Sandstød Frederik Bertelsen Jimmi Madsen | Arv Hvam Jan Bo Petersen Henrik Hammel Jakob Piil                                     | Bekim Christensen Morten Voss Christiansen Martin Dyrgaard Bjarke Nielsen                       |  |
| 1998      | Jimmi Madsen Tayeb Braikia Jakob Piil Kim Marcussen                                                           | Anders Raastrup Søren Olsen Morten Tamstrup Camillo Gravesen                          | Michael Berling Thomas Hald Geert Brændholt Kristian Busk                                       |  |
| 1999      | Michael Sandstød Michael Steen Nielsen Jacob Filipowicz Jens-Erik Madsen                                      | Nicolaj Palm Thue Houlberg Morten Voss Christiansen Brian Funder Pedersen             | Jimmi Madsen Danny Jonasson Jon Henriksen Morten Tamstrup                                       |  |
| 2000      | Thue Houlberg Morten Voss Christiansen Jacob Filipowicz Jens-Erik Madsen                                      | Janif Hecht Jesper Damgaard Anders Raastrup Morten Tamstrup                           | Dennis Rasmussen Max Sloth Nielsen René Lohse Per Verdi                                         |  |
| 2001      | Alex Rasmussen Mads Christensen Morten Voss Christiansen Dennis Rasmussen                                     | Jesper Damgaard Anders Raastrup Jimmy Hansen Jimmi Madsen                             | Jacob Filipowicz Max Sloth Jens-Erik Madsen Michael Berling                                     |  |
| 2002      | Jimmy Hansen Lars Høg Thomsen Michael Smith Larsen Morten Rejnhold                                            | Casper Jørgensen Kristian Busk Michael Berling Alex Rasmussen                         | Morten Voss Christiansen Jens-Erik Madsen Gøran Jensen Max Sloth                                |  |
| 2003      | Casper Jørgensen Michael Berling Alex Rasmussen Jakob Dyrgaard                                                | Marc Hansen Hester Morten Rejnhold Michael Mørkøv Lars Høg Thomsen                    | Jimmy Hansen Max Sloth Nielsen Gøran Jensen Michael Smith Larsen                                |  |
| 2004      | Michael Berling Casper Jørgensen Alex Rasmussen Jakob Dyrgaard                                                | Thomas Dalsted Bo Strand Olsen Michael Demin Michael Mørkøv                           | Kasper Linde Kasper Lindholm Carsten Sørensen Kristian Busk                                     |  |
| 2005      | Alex Rasmussen Michael Berling Casper Jørgensen Jakob Dyrgaard                                                | Kasper Thustrup Daniel Kreutzfeldt Thomas Kristiansen Mads Wulff                      | Philip Nielsen Nikola Aistrup Jesper Mørkøv Rasmus Damm                                         |  |
| 2006      | Alex Rasmussen Casper Jørgensen Daniel Kreutzfeldt Martin Lollesgaard                                         | Michael Smith Larsen Michael Færk Morten Voss Christiansen Jens-Erik Madsen           | Michael Mørkøv Mikkel Schiøler Christian Ranneries Morten Øllegaard                             |  |
| 2007      | Alex Rasmussen Casper Jørgensen Daniel Kreutzfeldt Martin Lollesgaard                                         | Michael Berling Michael Færk Kasper Linde Jesper Mørkøv                               | Michael Mørkøv Christian Ranneries Marc Hester Mikkel Schiøler                                  |  |
| 2008      | Jacob Moe Michael Mørkøv Nikola Aistrup Casper Jørgensen                                                      | Michael Berling Michael Færk Jens-Erik Madsen Alex Rasmussen                          | Daniel Kreutzfeldt Martin Lollesgaard Jesper Mørkøv Martin Hansen                               |  |
| 2009-2013 | Pas organisé                                                                                                  | Pas organisé                                                                          | Pas organisé                                                                                    |  |
| 2014      | Daniel Hartvig Martin Hammer Henrik Scharling Mathias Linderod                                                | Michael Berling Johannes Ollerup Sall Andreas Gylling Johan Langballe                 | Julius Johansen Lasse Jakobsen Kristoffer Damberg Kim Sørensen                                  |  |
| 2015      | Kasper Linde Casper von Folsach Casper Pedersen Jesper Mørkøv                                                 | Julius Johansen Sebastian Hartvigsen Anders Fynbo Kristoffer Damberg                  | Rasmus Quaade Johan Langballe Nicklas Amdi Pedersen Morten Abel                                 |  |
| 2016      | Julius Johansen Matias Malmberg Mathias Larsen Johan Price-Pejtersen                                          | Mattias Skjelmose Jonas Zwisler Kristian Kaimer Ludvig Wacker                         | Marcus Sander Hansen Oliver Wulff Malthe Munch Thomas Rald                                      |  |
| 2017      | Casper von Folsach Casper Pedersen Mikkel Bjerg Rasmus Quaade                                                 | Arne Birkemose (da) Jesper Mørkøv Julius Johansen Kristian Kaimer                     | Lasse Eland Rasmus Søgaard Rolf Broge Jakob Frandsen                                            |  |
| 2018      | Pas organisé                                                                                                  | Pas organisé                                                                          | Pas organisé                                                                                    |  |
| 2019      | Frederik Wandahl Tobias Lund Victor Desimpelaere William Blume Levy                                           | Frederik Egehus Anders Fynbo Tobias Kongstad Arne Birkemose (da)                      | Andreas Sarbo Frederik Erringsø Kasper Andersen Marckus Njor                                    |  |
| 2020      | Carl-Frederik Bévort Nikolaj Mengel Phillip Mathiesen Sebastian Andreasson                                    | Tobias Lund Kasper Andersen Lucas Schrøder Frederik Bjørn Sørensen (da)               | Arne Birkemose (da) Anders Fynbo Benjamin Hertz (da) Marckus Njor                               |  |
| 2022      | Theodor Storm Patrick Frydkjær Tobias Svarre Noah Wulff Nicolai Wandahl (da)                                  | Anders Fynbo Arne Birkemose (da) Marckus Njor Oskar Winkler                           | Max Pedersen Mathias Møller Thorolf Rønhede Lucas Gude                                          |  |
| 2024      | Anders Fynbo Oskar Winkler Johan Bünger Tobias Bahn                                                           | Alexander Louis Svenningsen Rasmus Hansen Jens Hansen Aksel Storm                     | Mikkel Skoubo Collin Lund Rasmus Lodahl Jonathan Nielsen                                        |  |

#### Course aux points
| Année | Vainqueur           | Deuxième                 | Troisième             |
| ----- | ------------------- | ------------------------ | --------------------- |
| 1977  | Bjarne Sørensen     | Kim Refshammer           | Svend Ulstrup         |
| 1978  | Hans-Henrik Ørsted  | Jørgen Nielsen           | Claus Rasmussen       |
| 1979  | Claus Rasmussen     | Niels R. Pedersen        | Kurt Frisch           |
| 1980  | Niels R. Pedersen   | Michael Marcussen        | Stig Larsen           |
| 1981  | Mads Vagnby         | Frank Hansen             | Michael Marcussen     |
| 1982  | Dan Frost           | Michael Marcussen        | Stig Larsen           |
| 1983  | Dan Frost           | Michael Marcussen        | Jørgen Vagn Pedersen  |
| 1984  | Michael Marcussen   | Jørgen Vagn Pedersen     | Dan Frost             |
| 1985  | Jesper Skibby       | Jens Schrøder            | Stig Larsen           |
| 1986  | John Niclasson      | Ken Frost                | Klaus Kynde           |
| 1987  | Dan Frost           | Kenneth Bering           | Michael Sandstød      |
| 1988  | Ken Frost           | Michael Hansen           | Dan Frost             |
| 1989  | Dan Frost           | Jørgen Bo Petersen       | Morten Rasmussen      |
| 1990  | Ken Frost           | Claus Thomasen           | Michael Hansen        |
| 1991  | Jan Bo Petersen     | Ken Frost                | Jimmi Madsen          |
| 1992  | Klaus Kynde         | Flemming Trøjgaard       | Dan Frost             |
| 1993  | Ken Frost           | Klaus Kynde              | Jakob Piil            |
| 1994  | Jakob Piil          | Ronny Lerche             | Michael Steen Nielsen |
| 1995  | Jimmi Madsen        | Jakob Piil               | Klaus Kynde           |
| 1996  | Michael Sandstød    | Tayeb Braikia            | Ronny Lerche          |
| 1997  | Michael Sandstød    | Jimmi Madsen             | Frederik Bertelsen    |
| 1998  | Jimmi Madsen        | Tayeb Braikia            | Ronny Lerche          |
| 1999  | Michael Sandstød    | Jimmi Madsen             | Jakob Piil            |
| 2000  | Anders Kristensen   | Tayeb Braikia            | Jimmi Madsen          |
| 2001  | Jimmi Madsen        | Dennis Rasmussen         | Jesper Damgaard       |
| 2002  | Lars Høg Thomsen    | Jens-Erik Madsen         | Michael Berling       |
| 2003  | Jimmy Hansen        | Morten Voss Christiansen | Max Nielsen           |
| 2004  | Michael Mørkøv      | Michael Berling          | Jens-Erik Madsen      |
| 2005  | Alex Rasmussen      | Casper Jørgensen         | Michael Berling       |
| 2006  | Michael Mørkøv      | Alex Rasmussen           | Michael Smith Larsen  |
| 2007  | Alex Rasmussen      | Michael Mørkøv           | Casper Jørgensen      |
| 2008  | Michael Mørkøv      | Alex Rasmussen           | Jesper Mørkøv         |
| 2009  | Daniel Kreutzfeldt  | Christian Ranneries      | Michael Berling       |
| 2010  | Jesper Mørkøv       | Lasse Norman Hansen      | Jens-Erik Madsen      |
| 2011  | Lasse Norman Hansen | Marc Hansen Hester       | Jesper Mørkøv         |
| 2012  | Lasse Norman Hansen | Emil Wang                | Magnus Bak Klaris     |
| 2013  | Jesper Mørkøv       | Casper Von Folsach       | Alex Rasmussen        |
| 2014  | Casper Von Folsach  | Casper Pedersen          | Daniel Hartvig        |
| 2015  | Lasse Norman Hansen | Casper Von Folsach       | Casper Pedersen       |
| 2016  | Casper Von Folsach  | Niklas Larsen            | Jesper Mørkøv         |
| 2017  | Casper Von Folsach  | Niklas Larsen            | Julius Johansen       |
| 2018  | Lasse Norman Hansen | Casper Von Folsach       | Julius Johansen       |
| 2019  | Lasse Norman Hansen | William Blume Levy       | Niels Nyborg Broge    |
| 2020  | Lasse Norman Hansen | Matias Malmberg          | Robin Skivild         |
| 2021  | Andreas Stokbro     | Tobias Aagaard           | Mathias Larsen        |
| 2022  | Lasse Norman Hansen | Nicklas Pedersen         | Mathias Jørgensen     |
| 2023  | Nicklas Pedersen    | Niels Nyborg Broge       | Sebastian Juul        |

#### Course à l'américaine
| Année | Vainqueur                              | Deuxième                                 | Troisième                                      |
| ----- | -------------------------------------- | ---------------------------------------- | ---------------------------------------------- |
| 1995  | Lars Otto Olsen Jakob Piil             | Jens Veggerby Jimmi Madsen               | Frederik Bertelsen Michael Steen Nielsen       |
| 1996  | Jens Veggerby Jimmi Madsen             | Tayeb Braikia Michael Steen Nielsen      | Ronny Lerche Mark Jacobsen                     |
| 1997  | Michael Sandstød Jakob Piil            | Tayeb Braikia Michael Steen Nielsen      | Mads Bugge Flemming Kirkegaard                 |
| 1998  | Ronny Lerche Jimmy Hansen              | Tayeb Braikia Jakob Piil                 | Michael Sandstød Jimmi Madsen                  |
| 1999  | Michael Sandstød Jimmi Madsen          | Jakob Piil Michael Steen Nielsen         | Morten Voss Christiansen Brian Funder Pedersen |
| 2000  | Jimmi Madsen Jakob Piil                | Anders Raastrup Jimmy Hansen             | Tayeb Braikia Morten Voss Christiansen         |
| 2001  | Jimmi Madsen Mads Christensen          | Jimmy Hansen Anders Raastrup             | Dennis Rasmussen Morten Voss Christiansen      |
| 2002  | Jimmy Hansen Morten Voss Christiansen  | Jens-Erik Madsen Lars Frederiksen        | Morten Rejnhold Mads Bugge                     |
| 2003  | Michael Smith Larsen Martin Pedersen   | Michael Berling Alex Rasmussen           | Morten Rejnhold Jens-Erik Madsen               |
| 2004  | Michael Berling Alex Rasmussen         | Jens-Erik Madsen Michael Smith Larsen    | Marc Hester Jakob Dyrgaard                     |
| 2005  | Michael Berling Alex Rasmussen         | Michael Mørkøv Marc Hester               | Jens-Erik Madsen Michael Smith Larsen          |
| 2006  | Michael Mørkøv Alex Rasmussen          | Michael Berling Morten Voss Christiansen | Thomas Kristiansen Mads Rydicher               |
| 2007  | Michael Mørkøv Alex Rasmussen          | Casper Jørgensen Jens-Erik Madsen        | Michael Smith Larsen Michael Berling           |
| 2008  | Michael Mørkøv Alex Rasmussen          | Christian Ranneries Jesper Mørkøv        | Philip Nielsen Mads Rydicher                   |
| 2009  | Michael Mørkøv Alex Rasmussen          | Michael Færk Sebastian Lander            | Marc Hester Jesper Mørkøv                      |
| 2010  | Michael Mørkøv Alex Rasmussen          | Marc Hester Jens-Erik Madsen             | Niki Byrgesen Christian Ranneries              |
| 2011  | Michael Mørkøv Alex Rasmussen          | Marc Hester Jesper Mørkøv                | Sebastian Lander Michael Smith Larsen          |
| 2012  | Lasse Norman Hansen Michael Mørkøv     | Mathias Krigbaum Jonas Poulsen           | Marc Hester Jesper Mørkøv                      |
| 2013  | Michael Mørkøv Alex Rasmussen          | Lasse Norman Hansen Mathias Krigbaum     | Casper von Folsach Mathias Møller              |
| 2014  | Casper von Folsach Lasse Norman Hansen | Alex Rasmussen Michael Mørkøv            | Simon Bigum Elias Busk                         |
| 2015  | Jesper Mørkøv Alex Rasmussen           | Simon Bigum Jacob Mørkøv                 | Christian Nykvist Andreas Stokbro              |
| 2016  | Casper von Folsach Frederik Rodenberg  | Jesper Mørkøv Marc Hester                | Casper Pedersen Niklas Larsen                  |
| 2017  | Julius Johansen Mathias Krigbaum       | Niklas Larsen Frederik Rodenberg         | Jonas Aaen Jesper Mørkøv                       |
| 2018  | Julius Johansen Oliver Wulff           | Marc Hester Niklas Larsen                | Nils Lau Broge Jakob Frandsen                  |
| 2019  | Lasse Norman Hansen Matias Malmberg    | Robin Skivild William Blume Levy         | Frederik Rodenberg Oliver Wulff                |
| 2020  | Niklas Larsen Frederik Rodenberg       | Tobias Aagaard Julius Johansen           | Arne Birkemose Anders Fynbo                    |
| 2021  | Matias Malmberg Rasmus Lund            | Anders Fynbo Arne Birkemose              | Conrad Haugsted Theodor Storm                  |
| 2022  | Tobias Kongstad Rasmus Wallin          | Marckus Njor Theodor Storm               | Arne Birkemose Sebastian Juul                  |
| 2023  | Lasse Norman Hansen Theodor Storm      | Tobias Aagaard Robin Skivild             | Conrad Haugsted Julius Johansen                |
| 2024  | Lasse Norman Leth Robin Skivild        | Conrad Haugsted Noah Wulff               | Andreas Stokbro Rasmus Bøgh Wallin             |

#### Scratch
| Année | Vainqueur           | Deuxième                 | Troisième            |
| ----- | ------------------- | ------------------------ | -------------------- |
| 2004  | Casper Jørgensen    | Alex Rasmussen           | Jens-Erik Madsen     |
| 2005  | Jakob Dyrgaard      | Kasper Linde             | Michael Berling      |
| 2006  | Casper Jørgensen    | Morten Voss Christiansen | Michael Mørkøv       |
| 2007  | Casper Jørgensen    | Philip Nielsen           | Daniel Kreutzfeldt   |
| 2008  | Michael Mørkøv      | Jesper Mørkøv            | Alex Rasmussen       |
| 2009  | Daniel Kreutzfeldt  | Christian Ranneries      | Jens-Erik Madsen     |
| 2010  | Jens-Erik Madsen    | Matias Greve             | Michael Smith Larsen |
| 2011  | Marc Hester         | Lasse Norman Hansen      | Casper von Folsach   |
| 2012  | Jesper Mørkøv       | Elias Busk               | Lasse Norman Hansen  |
| 2013  | Niki Byrgesen       | Casper von Folsach       | Mathias Krigbaum     |
| 2014  | Casper von Folsach  | Casper Pedersen          | Simon Bigum          |
| 2015  | Jesper Mørkøv       | Casper von Folsach       | Casper Pedersen      |
| 2016  | Casper von Folsach  | Niklas Larsen            | Casper Pedersen      |
| 2017  | Niklas Larsen       | Casper von Folsach       | Julius Johansen      |
| 2018  | Marc Hester         | Oliver Wulff             | Frederik Wandahl     |
| 2019  | Lasse Norman Hansen | Tobias Aagaard           | Robin Skivild        |
| 2020  | Frederik Wandahl    | Benjamin Hertz (da)      | Marcus Sander Hansen |
| 2022  | Oskar Winkler       | Tobias Aagaard           | Anders Fynbo         |
| 2023  | Nicklas Pedersen    | Sebastian Juul           | Noah Wulff           |

#### Omnium
| Année | Vainqueur             | Deuxième            | Troisième           |
| ----- | --------------------- | ------------------- | ------------------- |
| 2010  | Lasse Norman Hansen   | Niki Byrgesen       | Christian Ranneries |
| 2011  | Michael Mørkøv        | Lasse Norman Hansen | Casper Von Folsach  |
| 2012  | Lasse Norman Hansen   | Casper Von Folsach  | Mathias Møller      |
| 2013  | Mathias Møller        | Casper Von Folsach  | Casper Pedersen     |
| 2014  | Lasse Norman Hansen   | Casper Von Folsach  | Alex Rasmussen      |
| 2015  | Casper Von Folsach    | Daniel Hartvig      | Mads Pedersen       |
| 2016  | Casper Von Folsach    | Casper Pedersen     | Simon Bigum         |
| 2017  | Frederik Madsen       | Lasse Norman Hansen | Julius Johansen     |
| 2018  | Lasse Norman Hansen   | Casper Von Folsach  | Matias Malmberg     |
| 2019  | Lasse Norman Hansen   | Matias Malmberg     | William Blume Levy  |
| 2020  | Matias Malmberg       | Frederik Wandahl    | Arne Birkemose      |
| 2021  | Tobias Aagaard Hansen | Rasmus Lund         | Robin Skivild       |
| 2022  | Tobias Aagaard Hansen | Andreas Stokbro     | Theodor Storm       |
| 2023  | Tobias Aagaard Hansen | Lasse Norman Hansen | Conrad Haugsted     |
| 2024  | Conrad Haugsted       | Andreas Stokbro     | Aksel Storm         |

#### Élimination
| Année | Vainqueur        | Deuxième     | Troisième          |
| ----- | ---------------- | ------------ | ------------------ |
| 2023  | Nicklas Pedersen | Anders Fynbo | Ruben Zilas Larsen |

#### Derny
| Année | Vainqueur          | Deuxième        | Troisième          |
| ----- | ------------------ | --------------- | ------------------ |
| 2019  | Robin Juel Skivild | Oliver Wulff    | Rasmus Bøgh Wallin |
| 2022  | Matias Malmberg    | Julius Johansen | Mathias Larsen     |

### Femmes

#### 500 mètres
| Année | Vainqueur        | Deuxième                    | Troisième                   |
| ----- | ---------------- | --------------------------- | --------------------------- |
| 1993  | Rikke Sandhøj    | Christina Havn              | Helene Søgaard              |
| 1994  | Rikke Sandhøj    | Jette Drachmann             | Helene Søgaard              |
| 1995  | Rikke Sandhøj    | Jette Drachmann             | Tina Lildal-Jensen          |
| 1996  | Jette Drachmann  | Pernille Langelund Jakobsen | Anne Marie Verdi            |
| 1997  | Jette Drachmann  | Anne Marie Verdi            | Pernille Langelund Jakobsen |
| 1998  | Jette Drachmann  | Pernille Langelund Jakobsen | Anne Krog                   |
| 1999  | Jette Drachmann  | Rikke Sandhøj Olsen         | Pernille Langelund Jakobsen |
| 2022  | Karoline Hemmsen | Laura Auerbach-Lind         | Amalie Winther Olsen        |
| 2022  | Karoline Hemmsen | Ellen Højlund Klinge        | Victoria Lund               |

#### Vitesse
| Année | Vainqueur                   | Deuxième                    | Troisième                   |
| ----- | --------------------------- | --------------------------- | --------------------------- |
| 1984  | Lona Munck                  |                             |                             |
| 1985  | Lona Munck                  |                             |                             |
| 1986  | Lona Munck                  |                             |                             |
| 1987  | Lona Munck                  |                             |                             |
| 1988  | Lona Munck                  |                             |                             |
| 1989  | Lona Munck                  |                             |                             |
| 1990  | Rikke Sandhøj Olsen         |                             |                             |
| 1991  | Rikke Sandhøj Olsen         |                             |                             |
| 1992  | Rikke Sandhøj Olsen         |                             |                             |
| 1993  | Rikke Sandhøj Olsen         |                             |                             |
| 1994  | Rikke Sandhøj Olsen         | Jette Drachmann             | Pernille Langelund Jakobsen |
| 1995  | Jette Drachmann             | Tina Lildal-Jensen          | Pernille Langelund Jakobsen |
| 1996  | Jette Drachmann             | Tina Lildal-Jensen          | Anne Marie Verdi            |
| 1997  | Jette Drachmann             | Anne Marie Verdi            | Maria Hjorthøj              |
| 1998  | Jette Drachmann             | Anne Krog                   | Pernille Langelund Jakobsen |
| 1999  | Jette Drachmann             | Pernille Langelund Jakobsen | Mette Fischer Andreasen     |
| 2001  | Pernille Langelund Jakobsen | Mette Fischer Andreasen     | Anne Line Jensen            |
| 2002  | Pernille Langelund Jakobsen | Rikke Sandhøj Olsen         | Mette Fischer Andreasen     |
| 2003  | Pernille Langelund Jakobsen | Mie Bekker Lacota           | Trine Schmidt               |
| 2004  | Pernille Langelund Jakobsen | Mie Bekker Lacota           | Maria Helena Bornak         |
| 2006  | Mie Bekker Lacota           | Maria Helena Bornak         | Trine Schmidt               |
| 2007  | Mie Bekker Lacota           | Michelle Lauge Quaade       | Trine Schmidt               |
| 2008  | Michelle Lauge Quaade       | Julie Leth                  | Pernille Ott Frendorf       |
| 2009  | Julie Leth                  | Kamilla Sofie Vallin        | Camillia Juel Jensen        |
| 2016  | Amalie Dideriksen           | Amalie Winther Olsen        | Janni Bormann               |
| 2017  | Amalie Winther Olsen        | Anika Rasmussen             | Kirsten Søvang              |
| 2018  | Kirsten Søvang              | Amalie Winther Olsen        | Josefine Huitfeldt          |
| 2020  | Julie Leth                  | Amalie Winther Olsen        | Karoline Hemmsen            |
| 2024  | Aia Marie Rasmussen         | Selma Wehberg               | Maja Kløcker-Larsen         |

#### Poursuite individuelle
| Année | Vainqueur                   | Deuxième                    | Troisième                    |
| ----- | --------------------------- | --------------------------- | ---------------------------- |
| 1985  | Lona Munck                  |                             |                              |
| 1986  | Helle Sørensen              |                             |                              |
| 1987  | Helle Sørensen              |                             |                              |
| 1988  | Lona Munck                  |                             |                              |
| 1989  | Lona Munck                  |                             |                              |
| 1990  | Lona Munck                  |                             |                              |
| 1991  | Hanne Malmberg              |                             |                              |
| 1992  | Hanne Malmberg              |                             |                              |
| 1993  | Hanne Malmberg              |                             |                              |
| 1994  | Hanne Malmberg              | Helene Søgaard              | Maiken Jørgensen             |
| 1995  | Rikke Sandhøj Olsen         | Pernille Langelund Jakobsen | Melina Rasmussen             |
| 1996  | Pernille Langelund Jakobsen | Ann Svendsgaard Mathiesen   | Helle Bülow                  |
| 1997  | Ann Svendsgaard Mathiesen   | Pernille Langelund Jakobsen | Jette Drachmann              |
| 1998  | Anne Krog                   | Pernille Langelund Jakobsen | Betina Jensen                |
| 1999  | Pernille Langelund Jakobsen | Rikke Sandhøj Olsen         | Mette Fischer Andreasen      |
| 2000  | Pernille Langelund Jakobsen | Mette Fischer Andreasen     | Mikka Hansen                 |
| 2001  | Pernille Langelund Jakobsen | Mette Fischer Andreasen     | Henriette Frederiksen        |
| 2002  | Pernille Langelund Jakobsen | Mette Fischer Andreasen     | Rikke Sandhøj Olsen          |
| 2003  | Pernille Langelund Jakobsen | Trine Schmidt               | Maja Watt Adamsen            |
| 2004  | Pernille Langelund Jakobsen | Mie Bekker Lacota           | Maja Watt Adamsen            |
| 2005  | Maria Helena Bornak         | Trine Schmidt               | Astrid Narud                 |
| 2006  | Mie Bekker Lacota           | Trine Schmidt               | Linda Villumsen              |
| 2007  | Trine Schmidt               | Michelle Lauge Quaade       | Julie Leth                   |
| 2008  | Michelle Lauge Quaade       | Julie Leth                  | Kamilla Sofie Vallin         |
| 2009  | Trine Schmidt               | Julie Leth                  | Kamilla Sofie Vallin         |
| 2010  | Julie Leth                  | Michelle Lauge Quaade       | Kamilla Sofie Vallin         |
| 2016  | Amalie Winther Olsen        | Trine Schmidt               |                              |
| 2017  | Trine Schmidt               | Julie Leth                  | Amalie Winther Olsen         |
| 2019  | Amalie Winther Olsen        | Karoline Hemmsen            | Kirstine Frida Rysbjerg Munk |
| 2022  | Karoline Hemmsen            | Laura Auerbach-Lind         | Mikka Holm                   |

#### Course aux points
| Année | Vainqueur                   | Deuxième                    | Troisième                   |
| ----- | --------------------------- | --------------------------- | --------------------------- |
| 1994  | Rikke Sandhøj Olsen         | Helene Søgaard              | Sanne Schmidt               |
| 1995  | Rikke Sandhøj Olsen         | Ann Svendsgaard Mathiesen   | Pernille Langelund Jakobsen |
| 1996  | Rikke Sandhøj Olsen         | Pernille Langelund Jakobsen | Ann Svendsgaard Mathiesen   |
| 1997  | Pernille Langelund Jakobsen | Ann Svendsgaard Mathiesen   | Jette Drachmann             |
| 1998  | Pernille Langelund Jakobsen | Ann Svendsgaard Mathiesen   | Jette Drachmann             |
| 1999  | Rikke Sandhøj Olsen         | Pernille Langelund Jakobsen | Mette Fischer Andreasen     |
| 2001  | Pernille Langelund Jakobsen | Mette Fischer Andreasen     | Anne Line Jensen            |
| 2003  | Pernille Langelund Jakobsen | Mie Bekker Lacota           | Trine Schmidt               |
| 2010  | Julie Leth                  | Michelle Lauge Jensen       | Kamilla Sofie Vallin        |
| 2011  | Amalie Dideriksen           | Julie Leth                  | Michelle Lauge Jensen       |
| 2012  | Amalie Dideriksen           | Kamilla Sofie Vallin        | Britt Lauenborg             |
| 2013  | Amalie Dideriksen           | Julie Leth                  | Michelle Lauge Jensen       |
| 2014  | Janni Bormann               | Michelle Lauge Quaade       | Amalie Winther Olsen        |
| 2015  | Emma Norsgaard              | Michelle Lauge Quaade       | Julie Leth                  |
| 2016  | Amalie Dideriksen           | Trine Schmidt               | Amalie Winther Olsen        |
| 2017  | Julie Leth                  | Amalie Winther Olsen        | Tusnelda Svanholmer         |
| 2018  | Amalie Winther Olsen        | Josefine Huitfeldt          | Maria Bertelsen             |
| 2019  | Amalie Winther Olsen        | Victoria Lund               | Michelle Lauge Quaade       |
| 2020  | Amalie Dideriksen           | Julie Leth                  | Amalie Winther Olsen        |
| 2021  | Amalie Dideriksen           | Michelle Lauge Quaade       | Mikka Holm                  |
| 2023  | Ida Fialla                  | Anika Rasmussen             | Emma Hermansen              |

#### Course à l'américaine
| Année | Vainqueur                                | Deuxième                                   | Troisième                                     |
| ----- | ---------------------------------------- | ------------------------------------------ | --------------------------------------------- |
| 2020  | Amalie Dideriksen Trine Schmidt          | Amalie Winther Olsen Michelle Lauge Quaade | Karoline Hemmsen Ellen Hjøllund Klinge        |
| 2021  | Amalie Dideriksen Karoline Hemmsen       | Amalie Winther Olsen Michelle Lauge Quaade | Anna Margrethe Hansen Solbjørk Minke Anderson |
| 2022  | Laura Auerbach-Lind Ellen Højlund Klinge | Karoline Hemmsen Amalie Winther Olsen      | Ida Mechlenborg Krum Victoria Lund            |
| 2023  | Ida Fialla Amalie Winther Olsen          | Anna Hansen Anika Rasmussen                | Mathilde Cramer Ida Krickau Ketelsen          |
| 2024  | Amalie Dideriksen Julie Leth             | Anna Hansen Ida Fialla                     | Laura Auerbach-Lind Mikka Holm                |

#### Scratch
| Année | Vainqueur             | Deuxième              | Troisième            |
| ----- | --------------------- | --------------------- | -------------------- |
| 2004  | Trine Schmidt         | Mie Bekker Lacota     | Maria Helena Bornak  |
| 2006  | Mie Bekker Lacota     | Maria Helena Bornak   | Trine Schmidt        |
| 2007  | Trine Schmidt         | Camillia Juel Jensen  | Mie Bekker Lacota    |
| 2008  | Julie Leth            | Michelle Lauge Jensen | Camilla Juel Jensen  |
| 2009  | Julie Leth            | Trine Schmidt         | Camilla Juel Jensen  |
| 2010  | Julie Leth            | Michelle Lauge Jensen | Kamilla Sofie Vallin |
| 2011  | Amalie Dideriksen     | Michelle Lauge        | Kamilla Sofie Vallin |
| 2012  | Amalie Dideriksen     | Kamilla Sofie Vallin  | Janni Bormann        |
| 2013  | Amalie Dideriksen     | Julie Leth            | Janni Bormann        |
| 2014  | Kamilla Sofie Valin   | Amalie Winther Olsen  | Michelle Quaade      |
| 2015  | Michelle Lauge Quaade | Emma Norsgaard        | Amalie Winther Olsen |
| 2016  | Amalie Dideriksen     | Trine Schmidt         | Amalie Winther Olsen |
| 2017  | Trine Schmidt         | Amalie Winther Olsen  | Julie Leth           |
| 2018  | Amalie Winther Olsen  | Josefine Huitfeldt    | Karoline Hemmsen     |
| 2019  | Victoria Lund         | Amalie Winther Olsen  | Karoline Hemmsen     |
| 2020  | Amalie Dideriksen     | Julie Leth            | Amalie Winther Olsen |
| 2022  | Amalie Winther Olsen  | Victoria Lund         | Ida Mechlenborg Krom |
| 2023  | Ida Fialla            | Anika Rasmussen       | Emma Hermansen       |

#### Omnium
| Année | Vainqueur             | Deuxième                    | Troisième             |
| ----- | --------------------- | --------------------------- | --------------------- |
| 2010  | Michelle Lauge Jensen | Julie Leth                  | Kamilla Sofie Vallin  |
| 2011  | Julie Leth            | Michelle Lauge Jensen       | Kamilla Sofie Vallin  |
| 2012  | Amalie Dideriksen     | Kamilla Sofie Vallin        | Janni Bormann         |
| 2013  | Julie Leth            | Amalie Dideriksen           | Janni Bormann         |
| 2014  | Amalie Dideriksen     | Amalie Winther Olsen        | Wickie Birkholm       |
| 2015  | Michelle Lauge Quaade | Emma Norsgaard              | Amalie Winther Olsen  |
| 2016  | Amalie Dideriksen     | Trine Schmidt               | Amalie Winther Olsen  |
| 2017  | Amalie Dideriksen     | Trine Schmidt               | Amalie Winther Olsen  |
| 2018  | Julie Leth            | Trine Schmidt               | Amalie Winther Olsen  |
| 2019  | Julie Leth            | Amalie Winther Olsen        | Michelle Lauge Quaade |
| 2020  | Julie Leth            | Astrid Marie Bjørn Sørensen | Amalie Winther Olsen  |
| 2021  | Amalie Dideriksen     | Michelle Launge Quaade      | Karoline Hemmsen      |
| 2022  | Ellen Højlund Klinge  | Karoline Hemmsen            | Amalie Winther Olsen  |
| 2023  | Ida Fialla            | Anika Rasmussen             | Anna Hansen           |
| 2024  | Selma Wehberg         | Laura Auerbach-Lind         | Anna Hansen           |

#### Élimination
| Année | Vainqueur  | Deuxième        | Troisième      |
| ----- | ---------- | --------------- | -------------- |
| 2023  | Ida Fialla | Anika Rasmussen | Emma Hermansen |

### Juniors Hommes

#### Vitesse
| Année | Vainqueur           | Deuxième                 | Troisième                |
| ----- | ------------------- | ------------------------ | ------------------------ |
| 1970  | René Andersen       | Per Fauerschou           | Poul Rasmussen           |
| 1971  | Kim Overbeck        | René Byrgesen            | Henrik Salée             |
| 1972  | Svend Ulstrup       | Bjarne Sørensen          | Henrik Salée             |
| 1973  | Henrik Salée        | René Byrgesen            | Kim G. Svendsen          |
| 1974  | Frank H. Jørgensen  | Henrik K. Nielsen        | John Lorentzen           |
| 1975  | Henrik K. Nielsen   | Peter Ellegaard          | Peter Langkilde          |
| 1976  | Peter Ellegaard     | Søren Mølgaard           | Ivan Ravnborg            |
| 1977  | Peter Ellegaard     | Lars Verner Jensen       | Ivan Ravnborg            |
| 1978  | Kim Christensen     | Stig Larsen              | Torben Christensen       |
| 1979  | Stig Larsen         | Kim Christensen          | Lars Johansen            |
| 1980  | Stig Larsen         | Kenneth Bering           | Jens Leth                |
| 1981  | René Gullach        | Kenneth Bering           | Jens Leth                |
| 1982  | René Gullach        | Kenneth Bering           | Per Iversen              |
| 1983  | René Gullach        | Johnny Franck            | René Dupont              |
| 1984  | Johnny Franck       | Stig Jensen              | Claus Sørensen           |
| 1985  | Johnny Franck       | Lars Hildebrandt         | Henrik Hammel            |
| 1986  | Henrik Hammel       | Henrik Østergaard        | Ronny Lerche             |
| 1987  | Henrik Hammel       | Lars Brian Nielsen       | Dennis Larsen            |
| 1988  | Lars Brian Nielsen  | Dennis Larsen            | Thomas Gram              |
| 1989  | Henrik Nielsen      | Claus Franck             | Michael Kyneb            |
| 1990  | Henrik Nielsen      | Hans-Henrik Steen        | Claus Franck             |
| 1991  | Tayeb Braikia       | Lars Holrits             | Dion Åkerstrøm           |
| 1992  | Tayeb Braikia       | Ricky Hansen             | Mikkel Næsby             |
| 1993  | Ricky Hansen        | Johnny Olsen             | Peter R. Jacobsen        |
| 1994  | Ricky Hansen        | Claus M. Holm            | Lars Spiegelhauer        |
| 1995  | Jimmy Hansen        | Rasmus S. Nielsen        | Michael Nielsen          |
| 1996  | Brian Funder        | Casper Gjøl              | Michael Nielsen          |
| 1997  | Brian Funder        | Casper Gjøl              | Lars Frederiksen         |
| 1998  | Brian Funder        | Lars R. Rasmussen        | Jonas Schlosser          |
| 1999  | Lars R. Rasmussen   | Jonas Carstensen         | Thomas Dalsted           |
| 2000  | Jesper Damgaard     | Michael Berling          | Alex Rasmussen           |
| 2001  | Alex Rasmussen      | Thomas Dalsted           | Kasper Lindholm          |
| 2002  | Alex Rasmussen      | Kasper Lindholm          | Kim Nielsen              |
| 2003  | Kim Nielsen         | Kasper Lindholm          | Dan Wassmann             |
| 2004  | Kim Nielsen         | Mikkel Lund              | Philip Nielsen (de)      |
| 2005  | Philip Nielsen (de) | Nikolai Ajstrup          | Erik Lahm                |
| 2006  | Patrick Clausen     | Niki Byrgesen            | Jacob Mørkøv             |
| 2007  | Niki Byrgesen       | Lauritz Enevoldsen       | Philip Frank             |
| 2008  | Matias Greve        | Niki Byrgesen            | Jonathan Enevoldsen      |
| 2009  | Thore Bradtberg     | Casper Degn              | Elias Busk               |
| 2010  | Thore Bradtberg     | Marc Rasch               | Rasmus Bøgh Wallin       |
| 2011  | Marc Rasch          | Elias Busk               | Patrick Leth             |
| 2012  | Marc Rasch          | Frederik Bohé            | Emil Ravnsholt           |
| 2013  | Martin Frank        |                          |                          |
| 2014  | Martin Frank        | Anders Fynbo             | Timothy Berthol          |
| 2015  | Timothy Berthol     | Jakob Joensen            | Johan Langballe          |
| 2016  | Jakob Joensen       | Martin Mollerup          | Benjamin Movang          |
| 2017  | Oliver Wulff        | Tobias Aagaard           | Mathias Møller Jørgensen |
| 2018  | Tobias Aagaard      | Magnus Kisum             | Phillip Mathiesen        |
| 2019  | Tobias Aagaard      | Mathias Møller Jørgensen | Conrad Haugsted          |

#### Poursuite individuelle
| Année | Vainqueur             | Deuxième              | Troisième             |
| ----- | --------------------- | --------------------- | --------------------- |
| 1970  | Poul Rasmussen        | Poul E. Schmidt       | Bjarne Sørensen       |
| 1971  | Ivar Jakobsen         | Bjarne Sørensen       | Henning Larsen        |
| 1972  | Bjarne Sørensen       | Ivar Jakobsen         | Kim G. Svendsen       |
| 1973  | Michael Marcussen     | Henning Larsen        | Kim Refshammer        |
| 1974  | Preben Jessen         | Steen Anker Garset    | Kurt Frisch           |
| 1975  | Preben Jessen         | Claus Rasmussen       | Lars Udby             |
| 1976  | Jens Schrøder         | Per Jensen            | Peter Ellegaard       |
| 1977  | Per Jensen            | Jens Schrøder         | Lars Johansen         |
| 1978  | Lars Johansen         | Frank Hansen          | Karsten Kure          |
| 1979  | Lars Johansen         | Dan Frost             | Torben Christensen    |
| 1980  | Torben Christensen    | Kim Eriksen           | Tom Breschel          |
| 1981  | Kim Eriksen           | Peter Clausen         | Kenneth Røpke         |
| 1982  | Peter Clausen         | Lars Otto Olsen (da)  | Kenneth Røpke         |
| 1983  | Lars Otto Olsen (da)  | Mark Kubach           | Klaus Kynde           |
| 1984  | Klaus Kynde           | Torben Jacobsen       | Michael Sørensen      |
| 1985  | Ken Frost             | Brian Luthje          | Tommy Nielsen         |
| 1986  | Jimmi Madsen          | Morten Rasmussen      | Jan Bo Petersen       |
| 1987  | Jimmi Madsen          | Jan Bo Petersen       | Claus Holm            |
| 1988  | Jan Bo Petersen       | Frank Hansen          | Kenneth Dalsgaard     |
| 1989  | Søren Sørensen        | Frank Hansen          | Martin Mikkelsen      |
| 1990  | Martin Mikkelsen      | Michael Kyneb         | Jakob Piil            |
| 1991  | Martin Riis           | Michael Steen Nielsen | Martin Rasmussen      |
| 1992  | Frederik Bertelsen    | Martin Rasmussen      | Per Verdi             |
| 1993  | Michael Steen Nielsen | Brian A. Madsen       | Peter Steen Jensen    |
| 1994  | Morten Christiansen   | Peter Steen Jensen    | Jacob Gram            |
| 1995  | Jacob Nielsen         | Morten Christiansen   | Thue Houlberg         |
| 1996  | René Lohse            | Thue Houlberg         | Nicolai Palm          |
| 1997  | Thue Houlberg         | René Lohse            | Morten Tamstrup       |
| 1998  | Thue Houlberg         | Jacob Filipowicz      | Jens-Erik Madsen      |
| 1999  | Jacob Filipowicz      | Jens-Erik Madsen      | Jesper Damgaard       |
| 2000  | Mads Christensen      | Dan Hjernø            | Janif Hecht           |
| 2001  | Mads Christensen      | Mikkel Kristensen     | Janif Hecht           |
| 2002  | Casper Jørgensen      | Michael Mørkøv        | Bo Strand Olsen       |
| 2003  | Casper Jørgensen      | Bo Strand Olsen       | Marc Hester           |
| 2004  | Bo Strand Olsen       | Kasper Thustrup       | Dan Wassmann          |
| 2005  | Kasper Thustrup       | Daniel Kreutzfeldt    | Rasmus Damm           |
| 2006  | Christian Ranneries   | Mikkel Schiøler       | Morten Øllegaard      |
| 2007  | Rasmus Quaade         | Patrick Henriksen     | Sebastian Lander      |
| 2008  | Lasse Norman Hansen   | Sebastian Lander      | Sebastian Refsgaard   |
| 2009  | Emil Hovmand          | Lasse Norman Hansen   | Sebastian Lander      |
| 2010  | Casper Folsach        | Mathias Øllegaard     | Mathias Krigbaum      |
| 2011  | Mathias Møller        | Mathias Krigbaum      | Emil Wang             |
| 2014  | Niklas Larsen         | Julius Johansen       | Mikkel Bjerg          |
| 2015  | Julius Johansen       | Tim Vang Cronquist    | Timothy Berthol       |
| 2016  | Julius Johansen       | Kristian Kaimer       | Johan Price-Pejtersen |
| 2017  | Oliver Wulff          | Frederik Wandahl      | Ludvig Wacker         |
| 2018  | Frederik Wandahl      | William Blume Levy    | Benjamin Hertz (da)   |
| 2019  | Gustav Wang           | Carl-Frederik Bévort  | Tobias Aagaard        |

#### Kilomètre
| Année | Vainqueur           | Deuxième              | Troisième             |
| ----- | ------------------- | --------------------- | --------------------- |
| 1970  | Bjarne Sørensen     | Finn Larsen           |                       |
| 1971  | Bjarne Sørensen     | René Byrgesen         | Per Fauerschou        |
| 1972  | Henrik Salée        | Per Fauerschou        | Bjarne Sørensen       |
| 1973  | Per Fauerschou      | Henrik Salée          | Kim G. Svendsen       |
| 1974  | Frank H. Jørgensen  | Henrik K. Nielsen     | Olaf Pedersen         |
| 1975  | Peter Ellegaard     | Henrik K. Nielsen     | Claus Rasmussen       |
| 1976  | Peter Ellegaard     | Ivan Ravnborg         | Hilmer Storm          |
| 1977  | Peter Ellegaard     | Stig Larsen           | Per Jensen            |
| 1978  | Stig Larsen         | Kim Christensen       | Lars Johansen         |
| 1979  | Stig Larsen         | Lars Johansen         | Kim Christensen       |
| 1980  | Stig Larsen         | Kenneth Bering        | Pascal Carrara        |
| 1981  | Kenneth Bering      | Anders Petersen       | Jens Leth             |
| 1982  | Kenneth Bering      | Anders Petersen       | Henrik Helsgaun       |
| 1983  | Kenneth Røpke       | Bo Hougaard           | René Gullach          |
| 1984  | Christian Wang      | Johnny Franck         | Klaus Kynde           |
| 1985  | Johnny Franck       | Brian Luthje          | Henrik Hammel         |
| 1986  | Henrik Hammel       | Morten Rasmussen      | Ronny Lerche          |
| 1987  | Henrik Hammel       | Lars Brian Nielsen    | Niels Chr. Jung       |
| 1988  | Dennis Larsen       | Jesper Verdi          | Thomas Gram           |
| 1989  | Frank Hansen        | Dennis Rasmussen      | Henrik D. Nielsen     |
| 1990  | Henrik D. Nielsen   | Michael Kyneb         | Hans-Henrik Steen     |
| 1991  | Tayeb Braikia       | Lars Holrits          | René F. Jørgensen     |
| 1992  | Tayeb Braikia       | Niels Sørensen        | René F. Jørgensen     |
| 1993  | Per Verdi           | Martin Kristensen     | Peter Steen Jensen    |
| 1994  | Claus M. Holm       | Nicolai Palm          | Peter Steen Jensen    |
| 1995  | Thue Houlberg       | Nicolai Palm          | Michael Nielsen       |
| 1996  | Thue Houlberg       | Nicolai Palm          | Michael Nielsen       |
| 1997  | Thue Houlberg       | Anders Kristensen     | Jacob Filipowicz      |
| 1998  | Jakob Filipowicz    | Thue Houlberg         | Anders Kristensen     |
| 1999  | Jens-Erik Madsen    | Jacob Filipowicz      | Michael Smith Larsen  |
| 2000  | Mads Christensen    | Janif Hecht           | Jesper Damgaard       |
| 2001  | Alex Rasmussen      | Mads Christensen      | Mikkel Kristensen     |
| 2002  | Alex Rasmussen      | Casper Jørgensen      | Kasper Lindholm       |
| 2003  | Casper Jørgensen    | Kasper Lindholm       | Kim Nielsen           |
| 2004  | Kim Nielsen         | Dan Wassmann          | Mikkel Lund           |
| 2005  | Kasper Thustrup     | Daniel Kreutzfeldt    | Mikkel Lund           |
| 2006  | Morten Øllegaard    | Johannes Ollerup Sall | Mikkel Schiøler       |
| 2007  | Niki Byrgesen       | Lasse Norman Hansen   | Johannes Ollerup Sall |
| 2008  | Niki Byrgesen       | Lasse Norman Hansen   | Laurits Enevoldsen    |
| 2009  | Lasse Norman Hansen | Emil Hovmand          | Mathias Øllegaard     |
| 2010  | Elias Busk          | Simon Bigum           | Mathias Øllegaard     |
| 2011  | Jonas Poulsen       | Mathias Møller        | Marc Rasch            |
| 2014  | Frederik Rodenberg  | Daniel Hartvig        | Frederik Bohé         |
| 2015  | Frederik Rodenberg  | Timothy Berthol       | Tim Vang Cronquist    |
| 2016  | Kristian Kaimer     | Jakob Joensen         | Julius Johansen       |
| 2017  | Oliver Wulff        | Victor Desimpelaere   | Ludvig Wacker         |
| 2018  | Frederik Wandahl    | Robin Skivild         | Victor Desimpelaere   |
| 2019  | Tobias Aagaard      | Tobias Lund Andresen  | Carl-Frederik Bévort  |

#### Poursuite par équipes juniors
| Année | Vainqueur                                                            | Deuxième                                                                   | Troisième                                                                             |
| ----- | -------------------------------------------------------------------- | -------------------------------------------------------------------------- | ------------------------------------------------------------------------------------- |
| 1970  | Bjarne Sørensen René Bachau Kim Erik Nielsen Kim Svejdal             | Kim G. Svendsen Kent Brunstedt Torben W. Petersen Kim Overbeck             | Poul E. Christensen Poul E. Schmidt Henning Larsen Poul E. Pedersen                   |
| 1971  | Bjarne Sørensen Kent Brunstedt Ivar Jakobsen Rene Byrgesen           | Svend Ulstrup Kim Refshammer Henrik Salée Kim Svejdal                      | Jan Pedersen Per Andersen Henning Larsen Bjarne Eriksen                               |
| 1972  | Bjarne Sørensen Kent Brunstedt Ivar Jakobsen Kim G. Svendsen         | Gert Frank Gert Simonsen Jan Ib Hansen Per Frederiksen                     | Svend Ulstrup Kim Refshammer Jens Jørgensen Thomas Bisgaard                           |
| 1973  | Gert Frank Gert Simonsen Jan Ib Hansen Frank H. Jørgensen            | Kim G. Svendsen Kim Refshammer René Byrgesen Henrik Salée                  | Henning Larsen Svend Aage Petersen Flemming Andersen Palle Jensen                     |
| 1974  | Claus Hansen Steen Anker Garset Henrik K. Nielsen Stig Castøe        | Peter Ellegaard Søren Mølgaard Flemming Andersen Erik Hansen               | John Henriksen Lars V. Jensen Jens Schrøder Per Jensen                                |
| 1975  | Kurt Frisch Lars Udby Preben Jessen Jan Møller                       | Peter Ellegaard Claus Rasmussen Flemming Andersen Tonni Hansen             | Peter Langekilde Carsten Madsen Henrik K. Nielsen Per Jensen                          |
| 1976  | Jens Schrøder Per Jensen Tom Rene Petersen Anders Sunding            | Preben Jessen Sonny Lundgren Bjarne Grell Kim Christensen                  | Peter Ellegaard Søren Mølgaard Ivan Ravnborg Hilmer Storm                             |
| 1977  | Jens Schrøder Per Jensen Frank Hansen Kim Nielsen                    | Peter Ellegaard Stig Larsen Ivan Ravnborg Lars Johansen                    | Karsten Kure Kim Christensen John Kinzi Oluf H. Nielsen                               |
| 1978  | Karsten Kure Kim Christensen Niels Ole Hald Olaf Kjær                | Rene Wenzel Frank Hansen Tom Rene Petersen Torben Hansen                   | Kim Hundevadt Henning Kristensen Torben Kristensen Olav Jørgensen                     |
| 1979  | Dan Frost Jens Veggerby Torben Andersen Johnny W. Hansen             | Anders Petersen Vagn Scharling Flemming Hansen Henrik Møller               | Kim Christensen Niels Ole Hald Kaj Lykke Torben Kristensen                            |
| 1980  | Anders Petersen Pascal Carrara Steen E. Jensen Claus Mikkelsen       | Hans Jacobsen Torben Christensen Kim Eriksen Kaj L. Christensen            | Jens Veggerby Vagn Scharling Johnny W. Hansen Tom Breschel                            |
| 1981  | Jørgen Falkbøll Kenneth Bering Steen E. Jensen Anders Petersen       | Claus Mikkelsen Palle Bøje Peter Clausen Lars Olsen                        | Peter H. Sørensen Kim Kure Kim Eriksen Michael Sørensen                               |
| 1982  | Peter Clausen Kenneth Bering Jørgen Falkbøll Anders Petersen         | Lars Otto Olsen (da) René Gullach Søren Lilholt Kenneth Røpke              | Henrik Helsgaun Christian Wang Brian Christensen Kenneth Lyngholm                     |
| 1983  | Lars Otto Olsen (da) Kenneth Lyngholm Bjarne Ingemann Kenneth Røpke  | Klaus Kynde Peter H. Sørensen Bo Hougaard Frank Wang                       | Torben Jakobsen Tommy Schandorff Steffen Madsen René Gullach                          |
| 1984  | Klaus Kynde Johnny Franck John Nichlasson Frank Wang                 | Torben Jakobsen Brian Luthje Kenneth Lyngholm Christian Wang               | Morten A. Rasmussen Ryan Sørensen Michael Sørensen Claus homsen                       |
| 1985  | Kim Marcussen Tommy Nielsen Ken Frost Bo Alsted Sørensen             | Johnny Franck Lars Hildebrandt Michael Sørensen Lennie Kristensen          | Brian Luthje Henrik Østergaard Michael Sandstød Ronny Lerche                          |
| 1986  | Jimmi Madsen Henrik Hammel Ronny Lerche Lennie Kristensen            | Henrik Østergaard Michael Sandstød Jesper Jakobsen Steen Henrik Winther    | Jannik Petersen Claus Holm Jan Bo Petersen Jesper Recci                               |
| 1987  | Jimmi Madsen Claus Holm Jan Bo Petersen Henrik Hammel                | Claus Franck Niels Chr. Jung Bjarne Rasmussen Dennis Rasmussen             | Dennis Larsen René Thygesen Flemming Trøigaard Lars Peter Wilken                      |
| 1988  | Jan Bo Petersen Claus Holm Thomas Bay Bo Hamburger                   | Thomas Gram Niels Chr. Jung Steffen Nord Dennis Rasmussen                  | Mads Bugge Andersen Frank Hansen Kristian Harden Dennis Larsen                        |
| 1989  | Søren Sørensen Michael Kyneb Dennis Rasmussen Brian Dalgaard         | Mads Bugge Andersen Frank Hansen Kristian Harden Martin Mikkelsen          | Frank Høj Casper Schou Hans-Henrik Steen Thomas Jensen                                |
| 1990  | Martin Mikkelsen Lars Liljeroth Flemming Kirkegaard Allan Schou      | Bekim Christensen Michael Kyneb Martin Riis Michael Skelde                 | Frank Høj Johan Johansen Søren Holtze Casper Schou                                    |
| 1991  | Tayeb Braikia Martin Riis Bekim Christensen Michael Skelde           | Jakob Piil Arv Hvam Per Verdi Lasse Andersen                               | Michael Steen Nielsen Leif Ingemann Morten L. Poulsen Peter Jacobsen                  |
| 1992  | Tayeb Braikia Martin Rasmussen Niels Sørensen René F. Jørgensen      | Peter Steen Jensen Arv Hvam Per Verdi Lasse Andersen                       | Frederik Bertelsen Michael Steen Nielsen Peter Jacobsen Brian A. Madsen Leif Ingemann |
| 1993  | Peter Steen Jensen Arv Hvam Per Verdi Marek Dobrowski                | Stinus Bjerregaard Michael Steen Nielsen Martin Kristensen Brian A. Madsen | Anders Bonde Ivan Rostrøm Bjørn K. Larsen Anders Larsen                               |
| 1994  | Morten Christiansen Peter Steen Jensen Jacob Nielsen Nicolai Palm    | Claus M. Holm Brian A. Madsen Kasper L. Jacobsen Daniel B. Jensen          | Anders Bonde Ivan Rostrøm Michael Fischer                                             |
| 1995  | Morten Christiansen Andreas Kloster Jacob Nielsen Nicolai Palm       | Thue H. Hansen Peter S. Andersen Martin Sørensen Michael A. Larsen         | Jimmy Hansen René Lohse Anders Kristensen Michael Nielsen                             |
| 1996  | Morten Christiansen Andreas Kloster Thue Houkberg Nicolai Palm       | Jimmy Hansen René Lohse Kristian Egholm Michael Nielsen                    | Rasmus S. Nielsen Daniel Gullberg Michael L. Poulsen Daniel B. Jensen                 |
| 1997  | Morten Christiansen Thue Houlberg René Lohse Jacob Filipowicz        | Anders Kristensen Morten Tamstrup Rasmus S. Nielsen Michael Demin          | Brian Funder Jens-Erik Madsen Lars R. Rasmussen Michael A. Larsen                     |
| 1998  | Thue Houlberg Jacob Filipowicz Jens-Erik Madsen Brian Funder         | Anders Kristensen Michael Smith Larsen Michael Demin Steffen Outzen        | Thomas Hald Dan Hjernø Mads Christensen Lars R. Rasmussen                             |
| 1999  | Jacob Filipowicz Jens-Erik Madsen Lars R. Rasmussen Kristian Busk    | Michael Smith Larsen Jesper Damgaard Janif Hecht Niclas Slot               | Thomas Hald Dan Hjernø Michael Berling Morten Ellegaard                               |
| 2000  | Mads Christensen Dan Hjernø Michael Berling Kristian Busk            | Janif Hecht Jesper Damgaard Niclas Slot Patrick Wonzyld                    | Allan Frederiksen Michael Pedersen Jesper Dehn Jesper Pedersen                        |
| 2001  | Alex Rasmussen Mads Christensen Mikkel Kristensen Jakob Dyrgaard     | Marc Hester Jesper Dehn Janif Hecht Bo Strand Olsen                        | Michael Mørkøv Thomas Dalsted Jan Almblad Kasper Eibye                                |
| 2002  | Alex Rasmussen Casper Jørgensen Kasper Linde Jakob Dyrgaard          | Michael Mørkøv Marc Hester Bo Strand Olsen Kasper Eibye                    | Kim Nielsen Michael Færk Christian Knørr Kasper Lindholm                              |
| 2003  | Casper Jørgensen Michael Færk Kim Nielsen Christian Knørr            | Marc Hester Lasse Åkerstrøm Michael Mørkøv Dan Wassmann                    | Kasper Lindholm Thomas Jensen Kasper Eibye Martin Lollesgaard                         |
| 2004  | Kasper Reckweg Dan Wassmann Bo Strand Olesen Kasper Thustrup         | Kim Nielsen Niki Østergaard (en) Mikkel Lund Michael Færk                  | Philip Nielsen Mads Rydicher Lasse Åkerstrøm Rasmus Damm                              |
| 2005  |                                                                      |                                                                            |                                                                                       |
| 2006  | Rasmus Damm Jesper Mørkøv Kristian Sobota Christian Ranneries        | Patrick Henriksen Patrick Clausen Thorvald Larsen Sebastian Lander         | Niki Byrgesen Rasmus Thomassen Joakim Bruchmann Christian Kreutzfeldt                 |
| 2007  | Mikkel Lund Mikkel Schiøler Niki Byrgesen Patrick Henriksen          | Emil Hovmand Niels Hedekjær Samuel Ravn Sebastian Lander                   | Rasmus Quaade Michael Kjærsgaard Thorvald Larsen Michael Schon                        |
| 2008  | Niki Byrgesen Rasmus Quaade Patrick Henriksen Lauritz Enevoldsen     | Simon Bigum Mathias Greve Lasse Norman Hansen                              | Thomas Schmidt Stefan Linne Mathias Øllegaard Dion Jimmy Hansen                       |
| 2009  | Matias Greve Lasse Norman Hansen Anders Damgaard Simon Bigum         | Sebastian Refsgaard Christian Kreutzfeldt Nicolai Amstrup Mark Sehested    | Stefan Linne Mathias Øllegaard Anders Bjerremand Anders Dencker                       |
| 2010  | Matias Greve Lasse Norman Hansen Daniel Mielke Simon Bigum           | Mathias Møller Alexander Hjortsnæs Jacob Bertelsen Mathias Krigbaum        | Steffen Thomsen Frederik B. Schwartz Mathias Lindberg Casper Folsach                  |
| 2011  | Casper Folsach Simon Bigum Patrick Olsen Rasmus Lund                 | Kenni Hansen Alexander Hjortnæs Elias Busk Mathias Møller                  | Emil Wang Casper Pedersen Kristiam Holm                                               |
| 2012  | Jonas Poulsen Mathias Krigbaum Patrick Olsen Nicklas Bøje            | Patrick Leth Mathias Møller Elias Busk Alexander Lander                    | Emil Wang Andreas Jedig Lasse Mortensgaard Mathis Johansson                           |
| 2015  | Mikkel Bjerg Anders Mielke Rasmus Lund Niklas Larsen                 | Timothy Berthol Tim Vang Cronquist Frederik Rodenberg Andreas Kron         | Mads Hjort Andreas Stokbro Jacob Michelsen Mathias Dahl                               |
| 2016  | Julius Johansen Mathias Larsen Rasmus Lund                           | Kristian Kaimer Sander Andersen (da) Morten Hulgaard Andreas Lund Andresen | Mikkel Bjerg Ludvig Wacker Anders Mielke Jakob Egholm                                 |
| 2017  | Julius Johansen Johan Price-Pejtersen Matias Malmberg Mathias Larsen | Kristian Kaimer Ludvig Wacker Mattias Skjelmose Jonas Zwisler              | Jeff Hudlebusch Mads Rasmussen Sebastian Nielsen Frederik Egehus                      |
| 2018  | Frederik Wandahl Victor Desimpaelaere Matias Malmberg Ludvig Wacker  | Oliver Wulff Benjamin Hertz (da) Frederik Egehus Peter Busk                | Thomas Rald Marcus Sander Hansen Marckus Njor Malthe Munch                            |

#### Course aux points
| Année | Vainqueur             | Deuxième              | Troisième             |
| ----- | --------------------- | --------------------- | --------------------- |
| 1977  | Per Jensen            | Frank Hansen          | Peter Ellegaard       |
| 1978  | Lars Johansen         | Torben Hansen         | Kim Christensen       |
| 1979  | Johnny W. Larsen      | Dan Frost             | Stig Larsen           |
| 1980  | Stig Larsen           | Kim Eriksen           | Tom Breschel          |
| 1981  | Jørgen Falkbøll       | Peter H. Sørensen     | Jens Leth             |
| 1982  | Lars Otto Olsen (da)  | Peter H. Sørensen     | Kenneth Bering        |
| 1983  | Kenneth Lyngholm      | Kenneth Røpke         | Kim Hansen            |
| 1984  | Klaus Kynde           | Michael Sørensen      | Frank Wang            |
| 1985  | Johnny Franck         | Ken Frost             | Lennie Kristensen     |
| 1986  | Ronny Lerche          | Lennie Kristensen     | Martin V. Pedersen    |
| 1987  | Jimmi Madsen          | Flemming Trøigaard    | Jan Bo Petersen       |
| 1988  | Jan Bo Petersen       | Thomas Bay            | Claus Holm            |
| 1989  | Martin Mikkelsen      | Kristian Harden       | Dennis Rasmussen      |
| 1990  | Martin Mikkelsen      | Allan Schou           | Frank Høj             |
| 1991  | Martin Riis           | Michael Steen Nielsen | Bekim Christensen     |
| 1992  | Danny Jonasson        | Arv Hvam              | Michael Steen Nielsen |
| 1993  | Michael Steen Nielsen | Marek Dobrowski       | Arv Hvam              |
| 1994  | Jacob Gram            | Morten Christiansen   | Kasper L. Jacobsen    |
| 1995  | Rasmus S. Nielsen     | Peter S. Andersen     | Andreas Kloster       |
| 1996  | Morten Christiansen   | Rasmus S. Nielsen     | Jimmy Hansen          |
| 1997  | Morten Christiansen   | Anders Kristensen     | Rasmus S. Nielsen     |
| 1998  | Anders Kristensen     | Thomas Hald           | Mads Christensen      |
| 1999  | Michael Berling       | Jesper Damgaard       | Jacob Filipowicz      |
| 2000  | Jesper Damgaard       | Michael Berling       | Dan Hjernø            |
| 2001  | Janif Hecht           | Alex Rasmussen        | Mads Christensen      |
| 2002  | Alex Rasmussen        | Marc Hester           | Casper Jørgensen      |
| 2003  | Michael Mørkøv        | Bo Strand Olsen       | Casper Jørgensen      |
| 2004  | Bo Strand Olsen       | Mads Rydicher         | Niki Østergaard       |
| 2005  | Thomas Kristiansen    | Nikolai Aistrup       | Jesper Mørkøv         |
| 2006  | Sebastian Lander      | Christian Ranneries   | Martin Kjehr          |
| 2007  | Sebastian Lander      | Rasmus Quaade         | Patrick Henriksen     |
| 2008  | Niki Byrgesen         | Lasse Norman Hansen   | Sebastian Lander      |
| 2009  | Lasse Norman Hansen   | Casper Degn           | Sebastian Refsgaard   |
| 2010  | Emil Wang             | Rasmus Lund           | Simon Bigum           |
| 2011  | Mathias Krigbaum      | Emil Wang             | Casper Pedersen       |
| 2012  | Mathias Krigbaum      | Jonas Poulsen         | Patrick Olsen         |
| 2014  | Daniel Hartvig        | Andreas Kron          | Julius Johansen       |
| 2015  | Johan Langballe       | Jeppe Aaskov Pallesen | Rasmus Rauch          |
| 2016  | Frederik Wandahl      | Julius Johansen       | Mathias Larsen        |
| 2017  | Frederik Wandahl      | Mattias Skjelmose     | Oliver Wulff          |
| 2018  | Frederik Wandahl      | Robin Skivild         | Andreas Sarbo         |
| 2019  | Carl-Frederik Bévort  | Tobias Aagaard        | Gustav Wang           |

#### Course à l'américaine
| Année | Vainqueur                                | Deuxième                             | Troisième                                         |
| ----- | ---------------------------------------- | ------------------------------------ | ------------------------------------------------- |
| 2009  | Sebastian Lander Christian Kreutzfeldt   | Lasse Norman Hansen Matias Greve     | Elias Busk Daniel Mielke                          |
| 2010  | Matias Greve Frederik Schwartz           | Lasse Norman Hansen Daniel Mielke    | Simon Bigum Rasmus Lund                           |
| 2011  | Simon Bigum Elias Busk                   | Rasmus Hestbek Lund Mathias Krigbaum | Mathias Møller Alexander Hjortnæs                 |
| 2012  | Mathias Møller Elias Busk                | Mathias Krigbaum Jonas Poulsen       | Nicklas Bøje Patrick Olsen                        |
| 2015  | Andreas Stokbro Christian Nykvist        | Julius Johansen Kristian Kaimer      | Malthe Munch Anders Lilliendal                    |
| 2016  | Julius Johansen Kristian Kaimer          | Malthe Munch Anders Lilliendal       | Magnus Rosing Andreas Holst Kruse                 |
| 2017  | Benjamin Hertz (da) Oliver Wulff         | Victor Desimpelaere Frederik Wandahl | Frederik Egehus Andreas Byskov Sarbo              |
| 2018  | Victor Desimpelaere Frederik Wandahl     | Robin Skivild William Blume Levy     | Frederik Bjørn Sørensen (da) Carl-Frederik Bévort |
| 2020  | Adam Holm Jørgensen Carl-Frederik Bévort | Kasper Andersen Tobias Lund Andresen | Emil Schandorff (da) Nikolaj Mengel               |

#### Scratch
| Année | Vainqueur           | Deuxième          | Troisième             |
| ----- | ------------------- | ----------------- | --------------------- |
| 2004  | Kasper Reckweg      | Kim Nielsen       | Dan Wassmann          |
| 2005  | Philip Nielsen      | Rasmus Damm       | Mads Rydicher         |
| 2006  | Martin Kjehr        | Sebastian Lander  | Jacob Mørkøv          |
| 2007  | Niki Byrgesen       | Jacob Mørkøv      | Sebastian Lander      |
| 2008  | Lasse Norman Hansen | Matias Greve      | Christian Kreutzfeldt |
| 2009  | Lasse Norman Hansen | Sebastian Lander  | Sebastian Refsgaard   |
| 2010  | Simon Bigum         | Thore Bradtberg   | Mathias Møller        |
| 2011  | Mathias Møller      | Simon Bigum       | Patrick Leth          |
| 2012  | Emil Wang           | Andreas Gylling   | Elias Busk            |
| 2013  | Casper Pedersen     | Mads Hjort        | Frederik Rodenberg    |
| 2014  | Julius Johansen     | Mikkel Bjerg      | Mathias Linderod      |
| 2015  | Johan Langballe     | Rasmus Rauch      | Mikkel Skovgaard      |
| 2016  | Mads Rasmussen      | Mathias Larsen    | Thorolf Rønhede       |
| 2017  | Oliver Wulff        | Ludvig Wacker     | Frederik Wandahl      |
| 2018  | Frederik Wandahl    | Robin Skivild     | Kasper Andersen       |
| 2019  | Tobias Aagaard      | Phillip Mathiesen | Tobias Lund Andresen  |

#### Omnium
| Année | Vainqueur            | Deuxième             | Troisième            |
| ----- | -------------------- | -------------------- | -------------------- |
| 2011  | Mathias Møller       | Simon Bigum          | Mathias Krigbaum     |
| 2012  | Mathias Krigbaum     | Elias Busk           | Casper Pedersen      |
| 2013  | Casper Pedersen      | Frederik Rodenberg   | Mathias Linderod     |
| 2015  | Tim Vang Cronquist   | Kristian Kaimer      | Mathias Erik Larsen  |
| 2016  | Matias Malmberg      | Kristian Kaimer      | Marcus Sander Hansen |
| 2017  | Oliver Wulff         | Frederik Wandahl     | Victor Desimpelaere  |
| 2018  | Frederik Wandahl     | Emil Schandorff (da) | Robin Skivild        |
| 2019  | Carl-Frederik Bévort | Tobias Aagaard       | Phillip Mathiesen    |